# Dilofozaur
Dilofozaur (Dilophosaurus) – rodzaj dinozaura, teropoda żyjącego w Ameryce Północnej w epoce jury wczesnej, około 193 milionów lat temu. Trzy szkielety odkryto w północnej Arizonie w 1940, dwa najlepiej zachowane zebrano w 1942. Największą kompletnością cechuje się holotyp umieszczony początkowo w nowym gatunku rodzaju megalozaur jako M. wetherilli przez Samuela Wellesa w 1954. Welles znalazł większy szkielet należący do tego samego gatunku w 1964. Zrozumiał, że zwierzę nosiło grzebienie na czaszce i przeniósł je do odrębnego rodzaju Dilophosaurus w 1970, tworząc Dilophosaurus wetherilli. Nazwa rodzajowa oznacza "dwugrzebieniowego jaszczura", epitet gatunkowy upamiętnia Johna Wetherilla, członka rady Nawaho. Później znaleziono kolejne okazy, w tym młodocianego. Zwierzęciu przypisano też odciski stóp, w tym ślady odpoczynku. Kolejny gatunek, Dilophosaurus sinensis z Chin, nazwano w 1993, jednak później przeniesiono go do odrębnego rodzaju sinozaur.
Mierząc około 7 m długości i ważąc jakieś 400 kg, dilofozaur należał do najwcześniejszych wielkich dinozaurów drapieżnych, chociaż był mniejszy od późniejszych teropodów. Cechował się smukłością i lekką budową, miał proporcjonalnie dużą, ale delikatną czaszkę. Pysk miał wąski, a w szczęce poniżej nozdrza była przerwa bądź zagięcie. Para podłużnych, płytowatego kształtu grzebieni sterczała na czaszce, przypominając dzisiejsze kazuarowate. Żuchwa była smukła i delikatna z przodu, z tyłu głęboka. Długie, zakrzywione, cienkie zęby były spłaszczone bocznie. Te umocowane w żuchwie ustępowały wielkością górnym odpowiednikom. Większość z nich cechowało ząbkowanie przedniego i tylnego brzegu. Długa szyja wspierała się na wydrążonych kręgach, bardzo lekkich. Silne kończyny górne miały długie i smukłe kości. Ręce kończyły się czterema palcami: pierwszy był krótki, ale zakończony dużym pazurem, następne były dłuższe i smuklejsze, zaopatrzone w mniejsze pazury, ostatni palec był szczątkowy. Kość udowa była masywna, stopy tęgie, palce zakończone dużymi szponami.
Dilophosaurus należy do rodziny dilofozaurów wraz z drakowenatorem. Grupa ta leży na drzewie rodowym dinozaurów pomiędzy Coelophysidae i późniejszymi teropodami. Dilophosaurus prowadził aktywny tryb życia, poruszał się na dwóch nogach, mógł polować na dużą zdobycz, ale także żywić się mniejszymi zwierzętami, także rybami. Nie poznano funkcji grzebieni. Do walki były zbyt słabe, ale mogły służyć w popisach godowych w doborze płciowym czy do rozpoznawania się zwierząt tego samego gatunku. Zwierzęta mogły rosnąć szybko, przybierając na wadze 30-35 kg rocznie na początku swego życia. Holotyp przedstawia liczne paleopatologie, jak wygojone urazy i objawy anomalii rozwojowych. Dilophosaurus znany jest z formacji Kayenta – żył wśród takich dinozaurów, jak megapnozaur i Sarahsaurus. Przedstawiono go w "Parku Jurajskim", zarówno powieści, jak i filmie, gdzie wyposażono go w fikcyjną zdolność plucia jadem i rozwijania kołnierza na szyi, zmniejszono go też względem rzeczywistych wymiarów. W 2017 dilofozaur uznany został za dinozaura stanowego Connecticut.

## Budowa

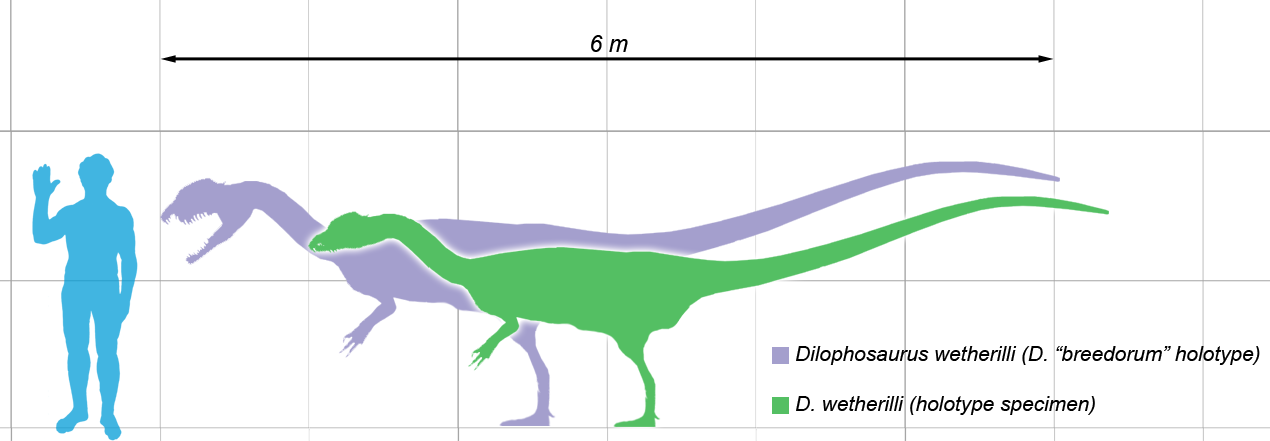
Porównanie wielkości dilofozaura i człowieka (holotyp oznaczono barwą zieloną, największy znany okaz barwą liliową

Dilophosaurus należy do najwcześniejszych dużych drapieżników wśród dinozaurów. Był średniej wielkości teropodem, niewielkim w porównaniu ze swymi późniejszymi krewnymi. Wysmukły i lekkiej budowy, wielkością dorównywał niedźwiedziowi brunatnemu. Największy znany okaz osiągać mógł masę 400 kg, mierząc około 7 m długości. Jego czaszka mierzyła 590 mm długości. Mniejszy okaz holotypowy ważył około 283 kg, osiągając 6,03 m długości. Wysokość w udach wynosiła 1,36 m, a czaszka mierzyła 523 mm długości. Ślady spoczywającego teropoda przypominającego dilofozaura i lilienszterna niektórzy badacze interpretowali jako ukazujące odciski piór wokół brzucha i stóp, przypominające puch. Inni badacze zamiast tego widzieli w nich sedymentologiczne ślady ruchu dinozaura. Nie wyklucza to jednak tego, że dinozaur miał pióra.
Dilophosaurus miał 10 kręgów szyjnych, 14 grzbietowych i 45 ogonowych. Cechował się długą szyją, która prawdopodobnie zginała się pod prawie prostym kątem między czaszką a ramionami, co pozwalało utrzymać czaszkę poziomo. Kręgi szyjne były nadzwyczaj lekkie. Ich trzony był wydrążone dzięki pleurocelom, wgłębieniom położonym u boków, i centrocelom, czyli jamom w środku. Łuki kręgów szyjnych miały też chonoses – stożkowate zachyłki tak głębokie, że pozostawała między nimi papierowej grubości kość. Trzony były płasko-wklęsłe, płaskie do słabo wypukłych na przedzie i głęboko wklęsłe z tyłu. Podobne obserwowano u ceratozaura. Wskazuje to na giętkość szyi, pomimo długich, zachodzących na siebie żeber szyjnych zrośniętych z trzonami. Żebra szyjne były bowiem smukłe i mogły się łatwo zginać. Dźwigacz miał mały, sześcienny trzon, z wklęsłością na przedzie, gdzie tworzyła zagłębienie dla kłykcia potylicznego tyłu czaszki. Obrotnik nosił ciężki wyrostek kolczysty, a jego tylne wyrostki kręgowe spotykały się z długimi wyrostkami kręgowymi przednimi trzeciego kręgu zakrzywiającymi się do góry. Trzony i wyrostki kolczyste kręgów szyjnych były długie i niskie, wyrostki przybierały kształt krzyża maltańskiego, jeśli się nań spoglądało z góry. Cecha ta wyróżniała dilofozaura. Wyrostki kolczyste kręgów grzbietowych także były niskie i rozpościerały się w przód i w tył, stanowiąc miejsca wiązania więzadeł. Kręgi krzyżowe obejmowały długość talerzy kości biodrowych i nie wydają się zrastać. Trzony kręgów ogonowych osiągały podobną długość, jednak ich średnica zmniejszała się w kierunku tylnym. Ich przekrój zmieniał się od eliptycznego do kolistego.

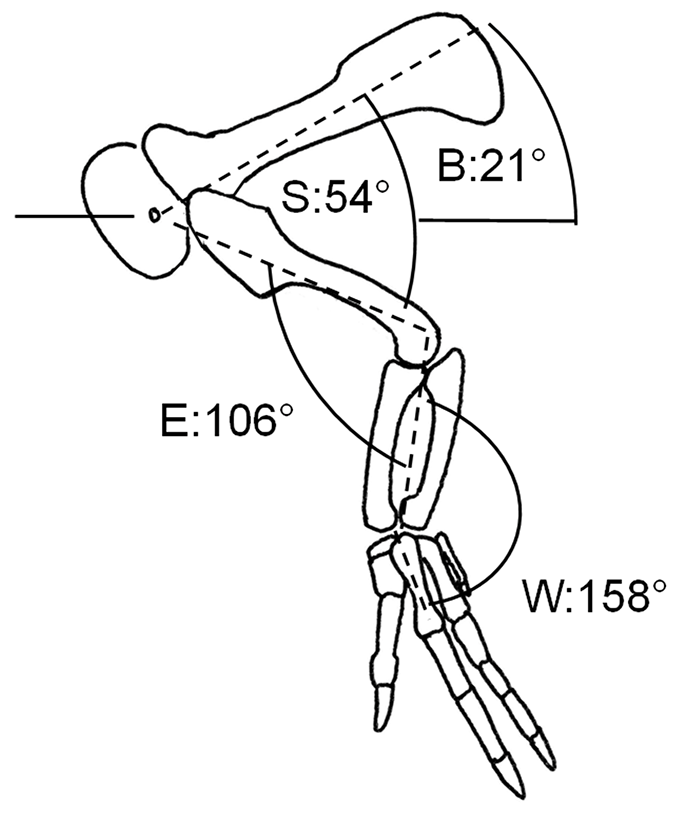
Diagram przedstawia kończynę górną Dilophosaurus w hipotetycznej pozie spoczynkowej

Umiarkowanej długości łopatki były wklęsłe po stronie wewnętrznej, odzwierciedlając krzywiznę ciała. Były też szerokie, szczególnie w górnej części, prostokątnej czy nawet kwadratowej, co stanowi ich wyjątkową cechę. Eliptyczne kości krucze nie łączyły się trwale z łopatkami. Kończyny górne były silne. Głębokie doły i solidne wyrostki zapewniały przyczepy mięśni i więzadeł. Kość ramienna, duża i smukła, miała dobrze zbudowane epipodiale. Poniżej leżała krępa i prosta kość łokciowa o pokaźnym wyrostku łokciowym. Ręce kończyły się czterema palcami. Pierwszy, krótszy, był jednak silniejszy od dwóch kolejnych, kończył się dużym szponem. Kolejne dwa palce, dłuższe i smuklejsze, nosiły mniejsze pazury. Trzeci palec był zredukowany, a ostatni już szczątkowy, nie pełniący żadnej funkcji. Kość biodrowa nosiła grzebień najwyższy nad peduncle, z wklęsłą stroną zewnętrzną. Stopa kości łonowej była nieco poszerzona, podczas gdy dolny koniec znacznie rozszerzał się na kość kulszową, mającą bardzo cienki trzon. Długą kończynę tylną budowały kość udowa i nieco krótsza od niej kość piszczelowa, odwrotnie, niż to obserwowano choćby u celofyza. Kość udowa była masywna, miała esowatego kształtu trzon, na którym wyśrodkowany widniał krętarz większy. Piszczel rozwijała guzowatość, poszerzała się u końca dystalnego. Kość skokowa nie łączyła się z piszczelową ani piętową, tworzyła połowę panewki stawowej dla kości strzałkowej. Kończyna miała długą, korpulentną stopę zakończoną trzema dobrze wykształconymi palcami dźwigającymi ciężkie pazury. Najokazalszy był palec trzeci, najmniejszy zaś pierwszy (paluch), który nie sięgał nawet podłoża.

### Czaszka

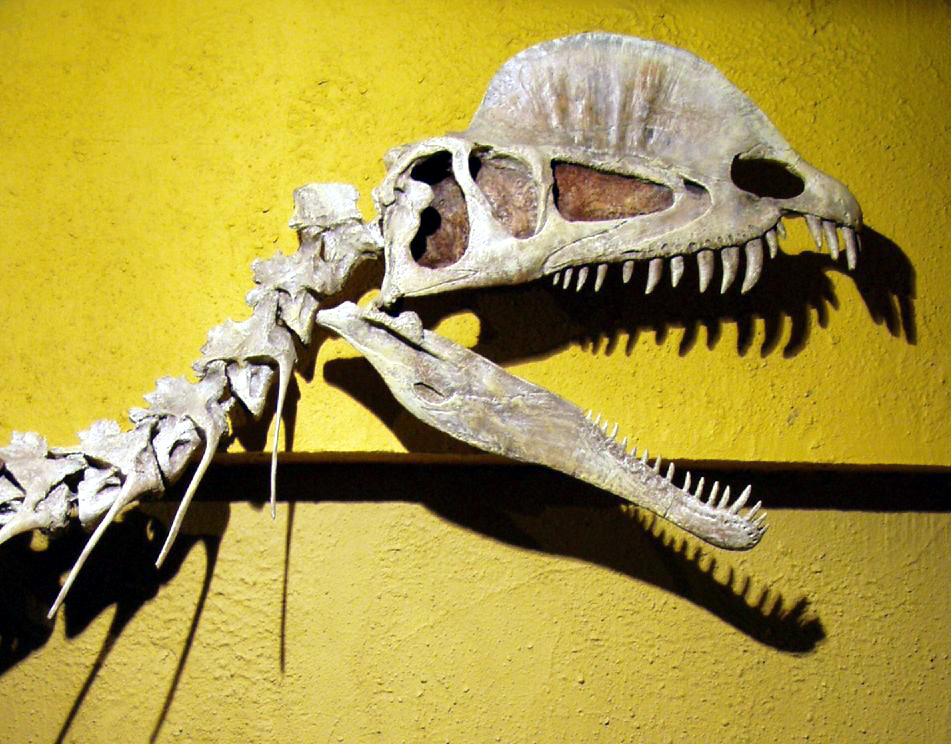
Rekonstrukcja czaszki i szyi, Royal Tyrrell Museum. Grzebienie i przerwa w szczęce stanowiły cechy charakterystyczne tego dinozaura

Czaszka Dilophosaurus w stosunku do reszty szkieletu była duża, acz delikatna. Z przodu dostrzegało się wąski pysk, zwężający się ku zaokrąglonemu koniuszkowi. Z boku widać było długą i niską kość przedszczękową, z zewnętrzną powierzchnią mniej wypukłą od pyska do nozdrza zewnętrznego. Rzeczone nozdrza leżały bardziej do tyłu niż u większości teropodów. Budowa powierzchni stawowej kości przedszczękowej i szczękowej wskazuje, że połączenie tych kości u D. wetherilli było mocne i nieruchome. Do tyłu i poniżej kość przedszczękowa odgraniczała przerwę między nią a kością szczękową zwaną subnarial gap bądź kink (przerwą podnozdrzową). Podobna przerwa występuje u celofyzoidów, Tawa hallae, Eoraptor lunensis i niektórych heterodontozaurów. Przekłada się ona na obecność diastemy, przerwy w uzębieniu. Rzeczona przerwa tworzyła głębokie zagłębienie za rzędem zębów przedszczękowych, ograniczane wystającym do dołu kilem kości przedszczękowej. Zewnętrzną powierzchnię tej ostatniej zdobiły różnej wielkości otwory. Górny z dwóch kierujący się ogonowo wyrostków kości przedszczękowej był długi i niski, budował większość górnego ograniczenia wydłużonego nozdrza zewnętrznego. Ku przodowi pochylał się on, tworząc obszar wklęsły z profilu. Spód kości przedszczękowej obejmował zębodoły, był owalny. Płytka kość szczękowa była wgłębiona wokół okna przedoczodołowego, tworząc zachyłek zaokrąglony ku przodowi i gładszy niż reszta kości szczękowej. Okno przedoczodołowe otwierało się doń przy przednim zgięciu. Po bokach kości szczękowych, nad zębodołami, biegły duże otwory. Głęboki rowek odżywczy biegł do tyłu od zagłębienia pod nozdrzami wzdłuż podstawy płyt międzyzębowych kości szczękowej.
Dilophosaurus nosił parę wysokich, cienkich, łukowatych bądź płytowatych grzebieni przebiegających podłużnie na sklepieniu czaszki. Tworzyły je głównie kości łzowe i częściowo także nosowe. Grzebienie rozciągały się do góry, upodabniając dilofozaura do współczesnego kazuara. Każdy z grzebieni wyróżniał się palcowatymi wyrostkami kierującymi się ogonowo. Górna powierzchnia kości nosowej pomiędzy grzebieniami była wklęsła, a nosowa część grzebieni zachodziła na łzową. Kształt grzebieni zachował się tylko u jednego okazu, wobec czego nie wiadomo, czy grzebienie różnych osobników różniły się kształtem. Kość łzowa cechuje się niezwykle pogrubiałym górnym brzegiem, tworzącym górne ograniczenie tylnej części okien przedoczodołowych. Kość przedczołowa tworzyła sklepienie oczodołu, obejmowała L-kształtny fragment współtworzący górną powierzchnię oczodołu. Oczodół, owalnego kształtu, zwężał się ku dołowi. Kość jarzmowa miała dwa zmierzające ku górze wyrostki. Pierwszy z nich budował część dolnego brzegu okna przedoczodołowego, a także dolnego brzegu oczodołu. Wyrostek kości kwadratowej do bocznego otworu skroniowego nadawał mu nerkowaty kształt konturu. Otwór wielki osiągał połowę szerokości kłykcia potylicznego, sercowatego kształtu, po boku miał krótką szyjkę i rowek.

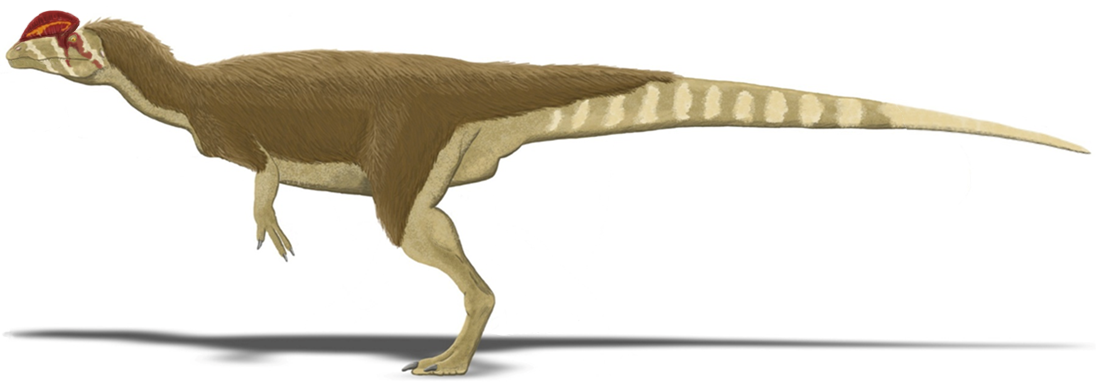
Rekonstrukcja z hipotetycznymi piórami i kształtem grzebienia

Żuchwa była wysmukła i delikatna z przodu, ale okolica stawu (gdzie łączyła się z resztą czaszki) była masywna, a żuchwa wokół otworu żuchwowego. Ten ostatni osiągał u dilofozaura niewielkie rozmiary w porównaniu celofyzoidami. Wyrostek zastawowy żuchwy był długi a półka kości kątowej górnej pozioma. Kość zębowa miała bródkę raczej skręcającą ku górze niż zaostrzoną. Na szczycie widniał duży otwór, a cały rząd otworów biegł mniej więcej równolegle o górnego brzegu kości zębowej. Po stronie wewnętrznej spojenie żuchwy było płaskie i gładkie, nie uwidoczniały się ślady po połączeniu kontralateralnych kości. Otwór Meckela biegł wzdłuż zewnętrznego boku kości zębowej.
Każda z kości przedszczękowych nosiła po 4 zęby, kości szczękowe zaś po 12. Kości zębowe dźwigały po 17 zębów. Zęby był ogólnie długie, cienkie, zakrzywione, o względnie niewielkiej podstawie, spłaszczone bocznie, u podstawy w przekroju owalne, powyżej soczewkowate i nieco wklęsłe po obu bokach. Najdłuższy ząb szczękowy leżał w lub obok czwartego zębodołu, wysokość koron malała idąc w tył. Pierwszy ząb szczęki kierował się nieco do przodu ze swego zębodołu, albowiem dolne ograniczenie wyrostka kości przedszczękowej, kierującego się w stronę kości szczękowej, zakręcało w górę. Zęby zębowe osiągały znacznie mniejsze od swych górnych odpowiedników rozmiary. Trzeci bądź czwarty ząb kości zębowej dilofozaura, jak i niektórych celofyzoidów były największe. Wydaje się, że ząb ten pasował do przerwy podnozdrzowej szczęki. Większość zębów cechowało ząbkowanie na brzegu przednim i tylnym, mniejsze na przednim, gdzie mieściło się od 31 do 41 ząbków, podczas gdy z tyłu od 29 do 33. Przynajmniej drugi i trzeci ząb kości przedszczękowej miały ząbkowanie, nie występowało ono natomiast na czwartym. Zęby pokrywała cienka warstwa szkliwa, grubości 0,1-0,15 mm, rozciągająca się daleko w kierunku podstawy. Zębodoły miały kształt eliptyczny do prawie okrągłego, wszystkie były większości od podstaw odpowiadających im zębów, co przekładało się na luźne osadzenie tych ostatnich. Z uwagi na liczbę zębodołów kości zębowej zdawać by się mogło, że zęby upakowane były gęsto, jednak dzięki dużym rozmiarom zębodołów w rzeczywistości leżały daleko od siebie. Zęby zastępcze obecne były w różnych stadiach rozwoju. Płyty międzyzębowe był bardzo niskie.

## Historia odkryć

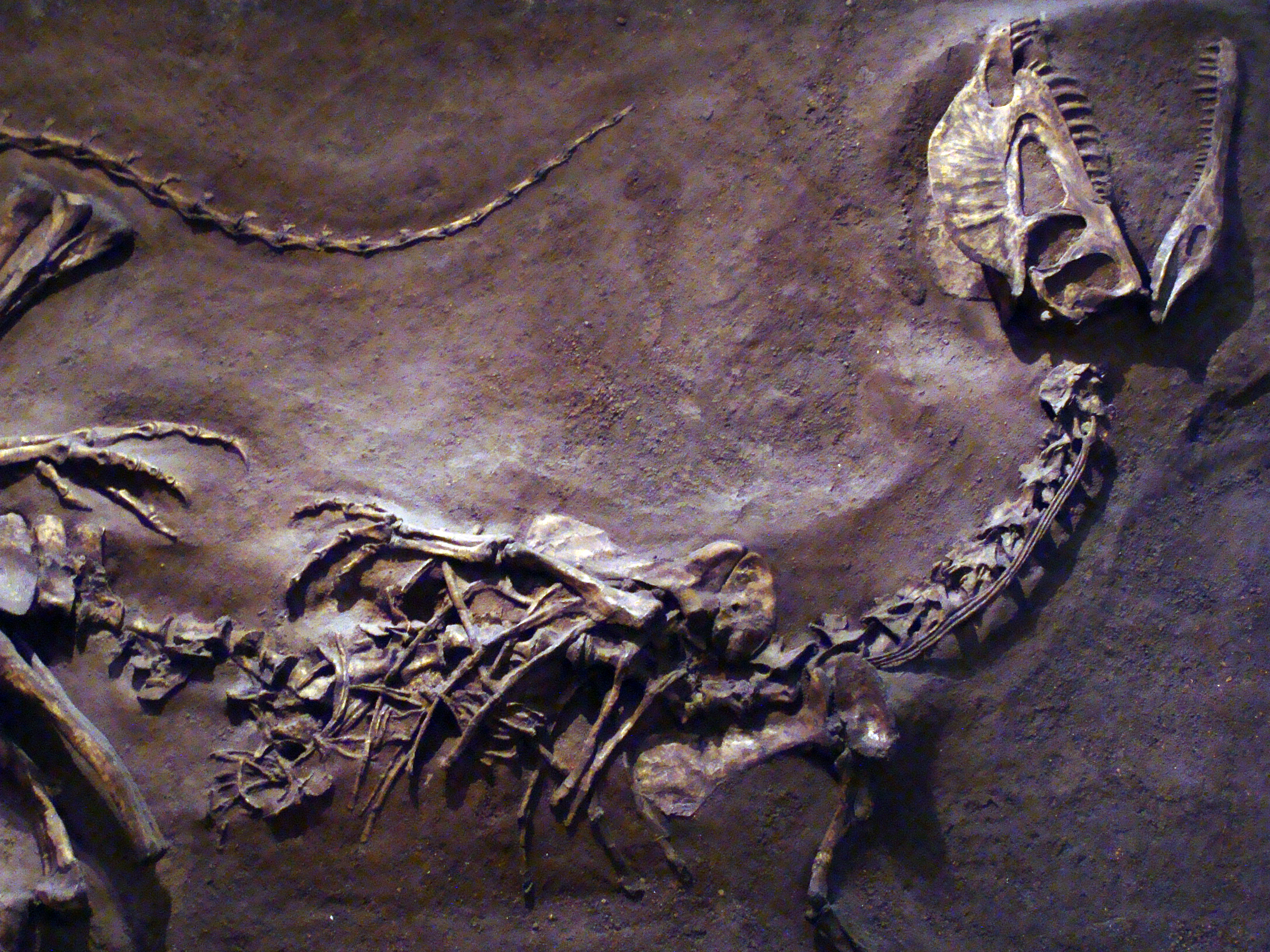
Przednia część odlewu holotypu. Czaszkę, grzebienie i miednicę zrekonstruowano, szyja wyprostowana, lewa kończyna dolna uniesiona, ogon zakręcony do góry. Reszta szkieletu zachowała pozycję pochówku.

Latem 1942 amerykański paleontolog Charles L. Camp prowadził badania terenowe University of California Museum of Paleontology (UCMP), poszukiwania skamieniałości kręgowców w hrabstwie Navajo w północnej Arizonie. Informacje o tym rozprzestrzeniły się wśród miejscowych Indian Navajo. Ich przedstawiciel Jesse Williams zabrał trzech członków ekspedycji do skamieniałych kości, które znalazł w 1940 w miejscu leżącym na obszarze formacji Kayenta, około 32 km na północ od Cameron w okolicy Tuba City w Rezerwacie Indian Navajo. Trzy szkielety dinozaurów znaleziono w różowawych łupach ilastych. Tworzyły trójkąt, którego jeden z boków mierzył 9 m. Pierwszy kościec był prawie kompletny. Brakowało przedniej części czaszki, części miednicy i niektórych kręgów. Kolejny był bardzo zerodowany, obejmował przednią część czaszki, żuchwę, kręgi kości kończyn wraz z połączoną stawową ręką. Trzeci był tak zerodowany, że zachowały się tylko fragmenty kręgów. Pierwszy, dobrej jakości szkielet, w bloku gipsu, po dziesięciu dniach pracy wydobyto i załadowano na ciężarówkę. Drugi zebrano łatwo z uwagi na wietrzenie, trzeci jednak prawie całkowicie przepadł.
Prawie kompletny pierwszy okaz oczyszczono i zmontowano w UCMP pod nadzorem amerykańskiego paleontologa, młodszego Wanna Langstona, co dwóm mężczyznom zajęło trzy lata. Szkielet zmontowano na reliefie, zakrzywiając ogon do góry, rozprostowując szyję i unosząc nogę lewą celem lepszej widoczności. Resztę szkieletu zachowano w pozycji pochówku. W związku ze zmiażdżeniem czaszki dokonano jej rekonstrukcji na podstawie czaszki tegoż pierwszego szkieletu i przedniego fragmentu drugiego okazu. Miednicę zrekonstruowano na podobieństwo allozaura. Zrekonstruowano także stopy. W tamtym czasie był to jeden z najlepiej zachowanych szkieletów teropodów, mimo że nie był kompletny. W 1954 amerykański paleontolog Samuel P. Welles, wchodzący w skład grupy, która wydobyła szkielety, wstępnie opisał i nazwał dinozaura jako nowy gatunek w rodzaju megalozaur, tworząc M. wetherilli. Prawie kompletny okaz, skatalogowany jako UCMP , ustanowiono holotypem, drugi (UCMP 37303) również wykorzystano przy definiowaniu gatunku. Epitet gatunkowy upamiętnia Johna Wetherilla, amerykańskiego pioniera, którego Welles opisał jako odkrywcę, przyjaciela naukowców i zaufanego handlarza. Krewny Wetherilla, Milton, jako pierwszy poinformował członków ekspedycji o skamieniałościach. Welles umieścił nowy gatunek w rodzaju Megalosaurus z powodu podobnych proporcji kończyn nowego zwierzęcia i M. bucklandii, a także dlatego, że nie dostrzegł pomiędzy nimi istotnych różnic. W tamtych czasach megalozaur służył jako swego rodzaju „kosz na śmieci”, do którego wrzucano wiele gatunków teropodów niezależnie od ich miejsca i czasu pochodzenia.

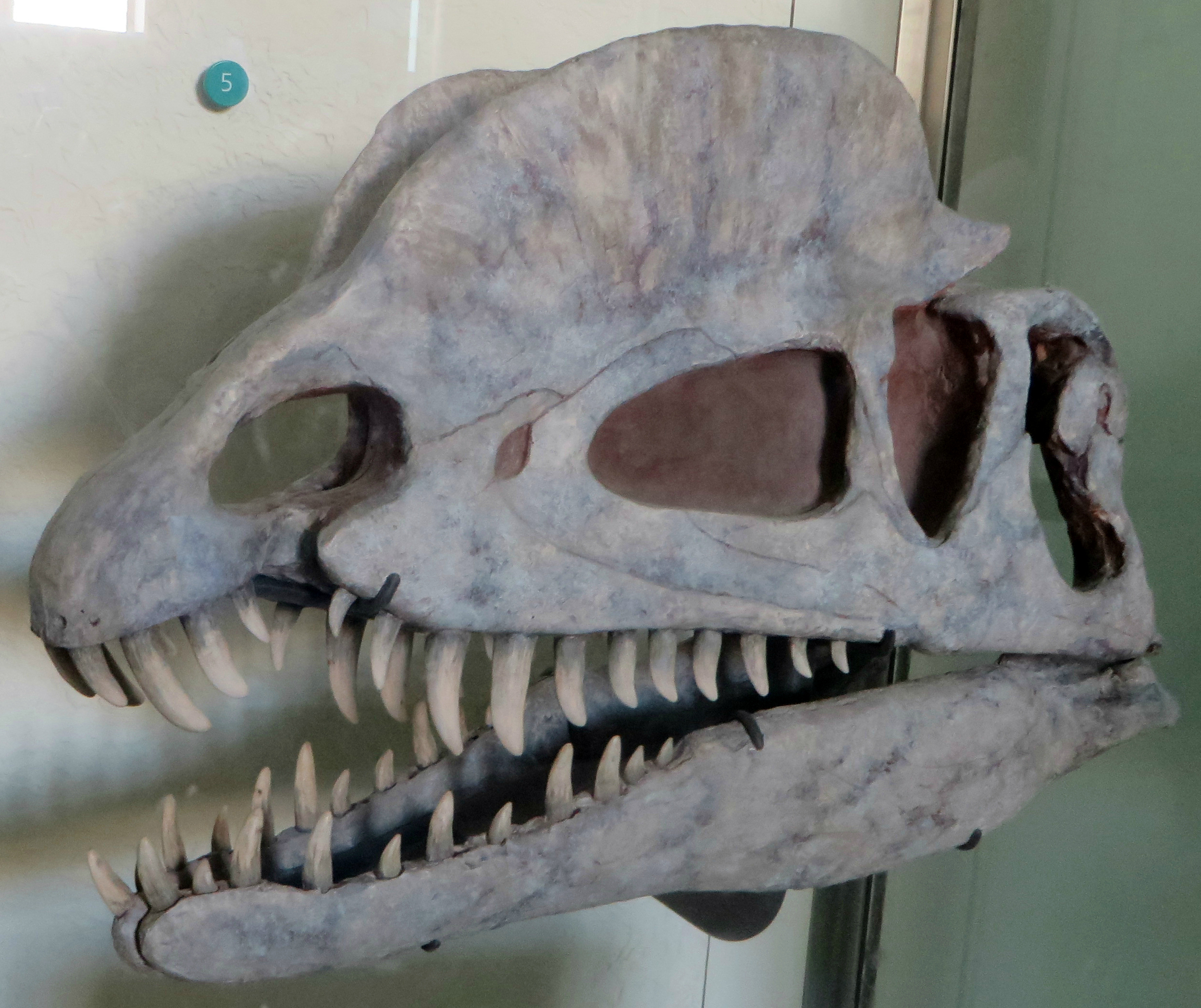
Zrekonstruowana czaszka nosząca 2 grzebienie, którym dilofozaur zawdzięcza swą nazwę, Amerykańskie Muzeum Historii Naturalnej

Welles wrócił do Tuba City w 1964, by ustalić wiek formacji Kayenta. Sugerowano wcześniej, że powstała w triasie późnym, podczas gdy Welles sytuował ją od jury wczesnej do środkowej. Odkrył on nowy szkielet około ćwierć mili na południe od znalezisk z 1942. Prawie kompletny szkielet (skatalogowany jako UCMP 77270) zebrano z pomocą między innymi Williama Breeda z Museum of Northern Arizona. Podczas preparowania okazu stało się jasne, że to większy okaz M. wetherilli i dlatego miałby dwa grzebienie na szczycie czaszki. Jako cienka płyta kostna jeden z grzebieni został pierwotnie uznany za część brakującego lewego boku czaszki, przemieszczenia czego dokonał padlinożerca. Gdy ewidentne stało się, że chodzi o grzebień, zorientowano się również, że musiał towarzyszyć mu grzebień kontralateralny, jako że znaleziony prawy był po prawej stronie linii pośrodkowej, wklęsły pośrodku. Odkrycie doprowadziło do powtórnego zbadania holotypu, w którym znaleziono podstawy dwóch cienkich, rozszerzających się ku górze kości, które zostały razem zmiażdżone. Także chodziło o grzebienie, jednak wcześniej błędnie uznano je za przemieszczone kości jarzmowe. Pojawił się także wniosek, że dwa okazy z 1942 reprezentowały osobniki młodociane, natomiast ten z 1964 był dorosłym zwierzęciem, jako że o jedną trzecią przewyższał rozmiarami tamte.

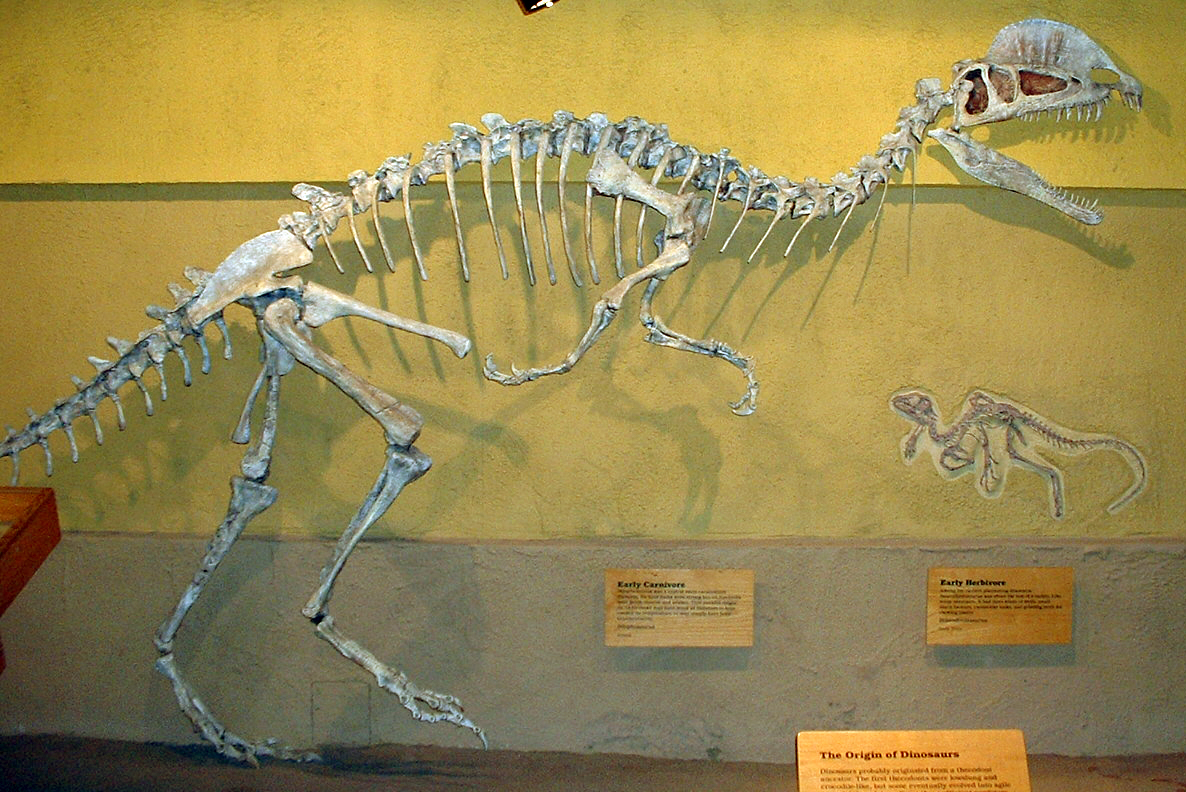
Zrekonstruowany na podstawie holotypu szkielet z RTM z nieaktualną już pozycją ręki w pronacji

Welles z pomocnikiem następnie poprawiali zmontowany na ścianie okaz holotypowy na podstawie nowego szkieletu, rekonstruując grzebienie, zmieniając miednicę, wydłużając żebra szyjne i umieszczając je bliżej siebie. Po przebadaniu szkieletów teropodów północnoamerykańskich i europejskich Welles zrozumiał, że zwierzę nie należało do rodzaju Megalosaurus, potrzebował własnej nazwy gatunkowej. W tamtych czasach nie znano jeszcze innych teropodów o dużych, podłużnych grzebieniach na głowach, wobec czego zwierzę przyciągało uwagę paleontologów. Wykonano odlew holotypu i kopie z włókna szklanego rozesłano po różnych wystawach. Celem łatwiejszego oznaczenia Welles zdecydować się nadać zwierzęciu nazwę w krótkiej nocie, niż czekać z opublikowaniem szczegółowego opisu. W 1970 Welles ukuł nową nazwę rodzajową Dilophosaurus, łącząc greckie di (δι) oznaczające "dwa", lophos (λόφος) znaczące "grzebień" oraz sauros (σαυρος) znaczące "jaszczur". Otrzymał w tenże sposób wyraz oznaczający jaszczura o dwu grzebieniach. Welles opublikował szczegółowy opis osteologiczny dilofozaura w 1984, ale okaz z 1964 nie był jeszcze wtedy dokładnie opisany. Dilophosaurus został pierwszym dobrze znanym teropodem epoki wczesnojurajskiej i pozostaje jednym z najlepiej zachowanych okazów z tamtych czasów.
W 2001 amerykański paleontolog Robert J. Gay zidentyfikował szczątków przynajmniej trzech nowych okazów dilofozaura (ich liczbę określono na podstawie obecności trzech fragmentów kości łonowych i dwóch kości udowych różnej wielkości) w dwóch zbiorach Museum of Northern Arizona. Okazy znaleziono w 1978 w Rock Head Quadrangle, 190 km od miejsca znalezienia pierwszych pozostałości dilofozaura. Opisano je jako "wielki teropod". Choć większość materiału uległo zniszczeniu, zachowały się elementy kośćca, których brakowało w poprzednich okazach, w tym część miednicy i kilka żeber. Część fragmentów należało do dziecka (MNA P1.3181), najmłodszego znanego przedstawiciela tego rodzaju i jednego z najwcześniejszych znanych dziecięcych teropodów Ameryki Północnej (wyprzedzają go tylko celofyzy). Okaz ten obejmuje fragmentaryczną kość ramienną, takąż kość piszczelową i fragment zęba. W 2005 amerykański paleontolog Ronald S. Tykoski przypisał okaz TMM 43646-140 z Gold Spring w Arizonie do rodzaju Dilophosaurus, ale w 2012 inny amerykański paleontolog Matthew T. Carrano wraz ze współpracownikami stwierdzili, że różni się on od dilofozaura pewnymi szczegółami.

### Wcześniej przypisywane gatunki

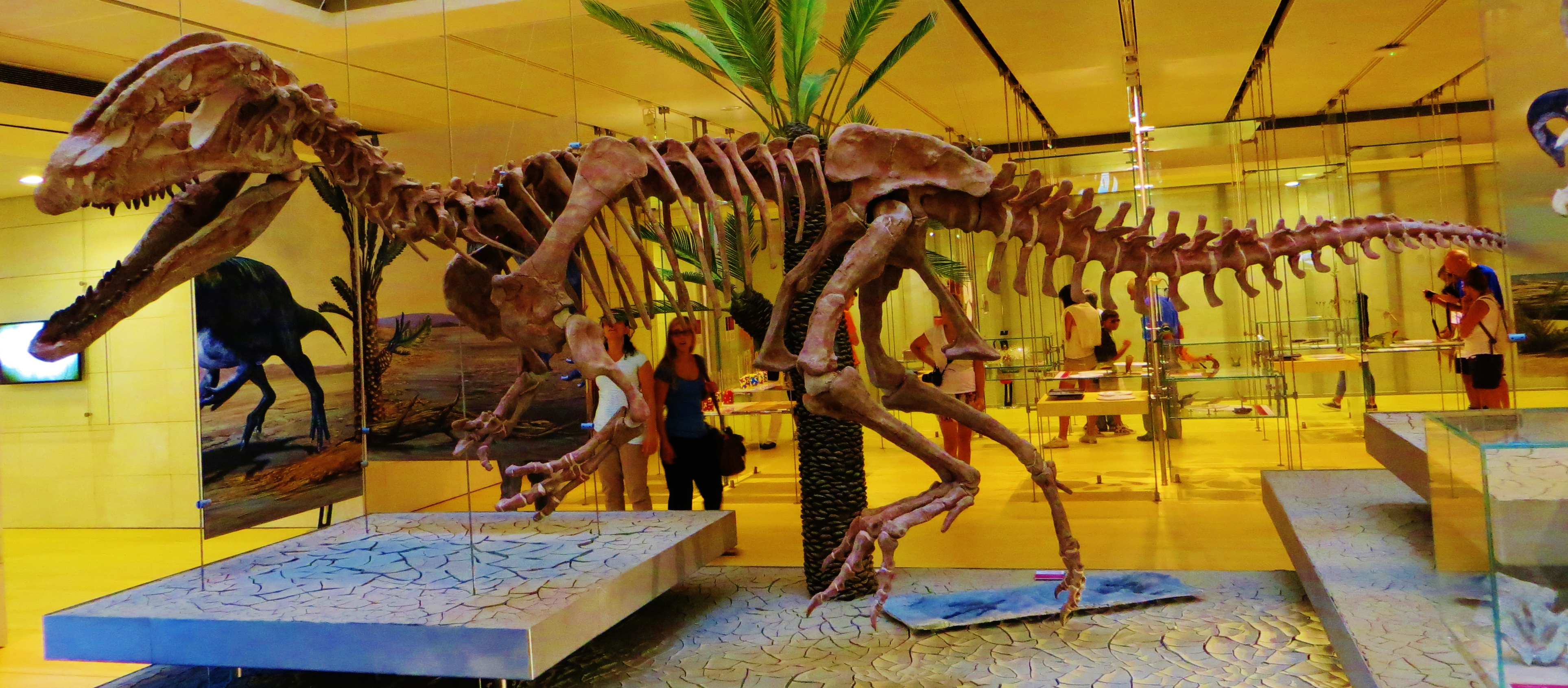
Zrekonstruowany szkielet sinozaura (Sinosaurus sinensis), pierwotnie umieszczony w rodzaju Dilophosaurus, MUSE, Trento

W 1984 Welles zasugerował, że okaz z 1964 (UCMP 77270) nie zalicza się do rodzaju Dilophosaurus, ale do całkiem nowego rodzaju. Badacz oparł swe przypuszczenie na różnicach w budowie czaszki, kręgów i kości udowej. Co prawda u obu okazów na głowie widniały grzebienie, ale ich dokładny kształt u dilofozaura pozostawał zagadką. Welles zmarł w 1997, nim zdołał nazwać domniemanego nowego dinozaura, a jego pogląd na istnienie dwóch odrębnych rodzajów został generalnie zignorowany i zapomniany. W 1999 amerykański paleontolog amator Stephan Pickering prywatnie opublikował nową nazwę Dilophosaurus "breedorum" dla okazu z 1964, honorując w ten sposób Breeda, który pomagał w zebraniu okazu. Nazwa uznawana jest za nomen nudum jako w nieprawidłowy sposób opublikowana, a Gay wskazał brak istotnych różnic między D. "breedorum" a innymi okazami D. wetherilli. Carrano i współpracownicy doszukali się różnic między okazem z 1964 a holotypem, lecz przypisali je zmienności wewnątrzgatunkowej, a nie między gatunkowej.
Prawie kompletny szkielet teropoda KMV 8701 odkryto w skałach formacji Lufeng w prowincji Junnan w Chinach w 1987. Przypomina on Dilophosaurus z parą grzebieni i przerwą między kośćmi szczękową i przedszczękową, różni się jednak odeń pewnymi szczegółami. Chiński paleontolog Shaojin Hu określił go jako nowy gatunek dilofozaura w 1993, nadając mu nazwę D. sinensis (z greckiego Sinai oznaczającego "chiński"). W 1998 amerykański paleontolog Matthew C. Lamanna i współpracownicy stwierdzili identyczność D. sinensis i Sinosaurus triassicus, teropoda z tej samej formacji, nazwanego w 1940. Wniosek ten potwierdził Chinczyk Lida Xing ze współpracownikami w 2013 i choć chiński badacz Guo-Fu Wang i współpracownicy zgodzili się w 2017 zaliczyć gatunek do sinozaura, zasugerowali, że może stanowić on jednak osobny gatunek S. sinensis.

### Ichnologia

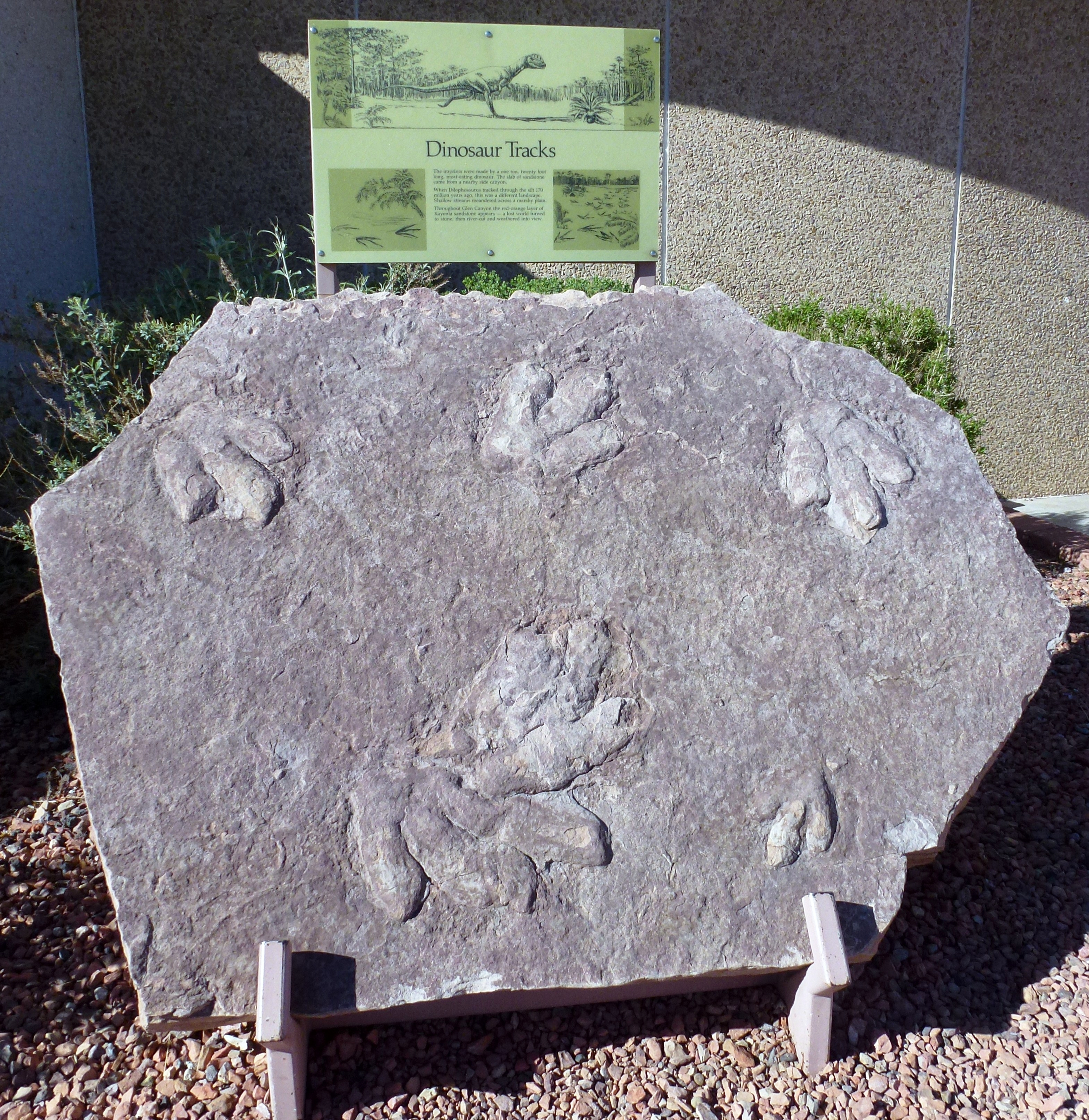
Odciski z Glen Canyon National Recreation Area, Arizona

Różne ichnotaksony (taksony bazujące na skamieniałych śladach) przypisywano dilofozaurowi bądź podobnym doń teropodom. W 1971 Welles doniósł o dinozaurzych śladach z formacji Kayenta w północnej Arizonie, na poziomach 14 i 112 m poniżej miejsca pierwotnego znaleziska dilofozaura. Niższe były trójpalczaste i mógł je po sobie pozostawić dilofozaur. Welles utworzył dzięki nim ichnorodzaj i gatunek Dilophosauripus williamsi, upamiętniając tym sposobem Williamsa, odkrywcę pierwszego szkieletu Dilophosaurus. Okaz typowy to odlew dużego odcisku stóp skatalogowany jako UCMP 79690-4, hypodygmat obejmuje odciski trzech innych śladów. W 1984 Welles przyznał, że nie ma sposoby, by udowodnić bądź obalić tezę, że odciski rzeczywiście pozostawił po sobie Dilophosaurus. W 1996 amerykańscy paleontolodzy Michael Morales i Scott Bulkey donieśli o śladach z ichnorodzaju Eubrontes z formacji Kayenta, pozostawione także przez dużego teropoda. Zauważyli, że mógł pozostawić je bardzo duży okaz dilofozaura, choć nie jest to prawdopodobne, jako że wysokość chodziarza ocenili na 2,83-2,99 m w biodrach, podczas gdy dilofozaur mierzył 1,50-1,75 m.
Polski paleontolog Gerard Gierliński zbadał trójpalczaste odciski z Gór Świętokrzyskich w Polsce, dochodząc w 1991 do wniosku, że należały do teropoda przypominającego Dilophosaurus. Nazwał na tej podstawie nowy ichnogatunek Grallator (Eubrontes) soltykovensis, dysponując odlewem odcisku MGIW 1560.11.12 jako holotypem. W 1994 Gierliński przypisał także odkryte w 1974 odciski z formacji Höganäs w Szwecji do G. (E.) soltykovensis. W 1996 Gierliński przypisał ślad AC 1/7 z formacji Turners Falls w Massachusetts, pozostałość spoczywającego zwierzęcia wydającą się obejmować odciski piór, teropodowi podobnemu do dilofozaura czy lilienszterna, zaliczając do go ichnotaksonu Grallator minisculus. Czeski paleontolog Martin Kundrát zgodził się w 2004, że ślad wykazuje odciski piór, jednak taka interpretacja została poddana krytyce przez amerykańskich paleontologów Martina Lockley i współpracowników w 2003 oraz Anthony'ego J. Martina i współpracowników w 2004, którzy uznali je za artefakty sedymentologiczne. Martin i współpracownicy także zaliczyli je do ichnotaksonu Fulicopus lyellii. G. Gierliński i Karol Sabath kontrargumentowali, że gdyby był to odcisk maty glonowej, należałoby się takich odcisków spodziewać nie tylko na odcisku brzucha, ale i na krańcach śladów stóp. Poza tym stwierdzili, iż w powiększeniu widać, że ślady wskazują na włóknistą strukturę tego, co je pozostawiło, i są podobne do śladów zostawianych przez pióra półpuchowe (semiplumes) współczesnych ptaków, zupełnie zaś różnią się od śladów pozostawianych przez ciało pokryte łuskami przesunięte po wilgotnej powierzchni.

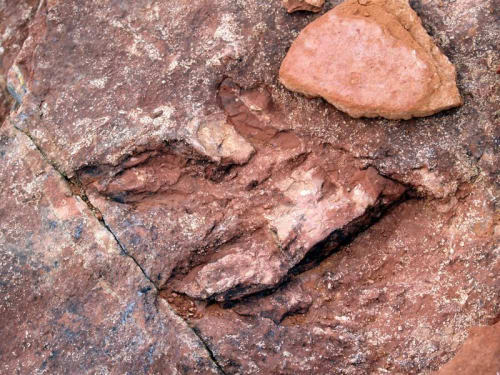
Ślady w Red Fleet Dinosaur Tracks Park, Utah

Amerykański paleontolog Robert E. Weems zaproponował w 2003, że ślady Eubrontes pozostawiuł nie teropod, a zauropodomorf podobny do plateozaura. Wykluczył tym samym dilofozaura jako potencjalnego sprawcę. Zamiast tego Weems zaproponował Kayentapus hopii, inny ichnotakson nazwany przez Wellesa w 1971, jako najlepiej pasujący do Dilophosaurus. Poczynił to pierwotnie na podstawie szerokiego kąta pomiędzy odciskami palców trzeciego i czwartego w rzeczonych śladach, i obserwacji, zgodnie z którą okaz holotypowy wykazuje podobnie zgięty na zewnątrz czwarty palec. Także w 2003 amerykańska paleontolożka Emma Rainforth argumentowała, że to odchylenie u holotypu to wynik wyłącznie deformacji, a Eubrontes byłby dobrym odpowiednikiem dla dilofozaura.
W 2006 Weems podjął obronę swego poglądu z 2003 związanego z Eubrontes i zaproponował zwierzę przypominające dilofozaura jako możliwego sprawcę licznych śladów Kayentapus na terenie Culpeper Quarry w Virginii. Weems zasugerował, że zaokrąglone odciski związane z niektórymi z tych śladów reprezentują odciski rąk z brakującymi palcami, co zinterpretował jako ślad czworonożnego poruszania się. W 2009 amerykańscy paleontolodzy Andrew R. C. Milner i współpracownicy użyli nowej kombinacji Kayentapus soltykovensis, sugerując, że Dilophosauripus może nie różnić się od Eubrontes i Kayentapus. Sugerowali, że długie szpary używane do odróżnienia Dilophosauripus mogą stanowić efekt wleczenia. Odkryli, że ślady Gigandipus i Anchisauripus mogą w podobny sposób reprezentować zmienność Eubrontes. Zwrcili uwagę, że różnice pomiędzy ichnotaksonami mogą odzwierciedlać raczej interakcje zwierzęcia, które je pozostawiło, z podłożem, niż jego taksonomię. Pokazali także, że Dilophosaurus pasuje do serii śladów Eubrontes i jego miejsca odpoczynku (SGDS.18.T1) z St. George Dinosaur Discovery Site z formacji Moenave z Utah, mimo że dinozaur nie jest znany z tej formacji, nieznacznie starszej od formacji Kayenta.

## Systematyka

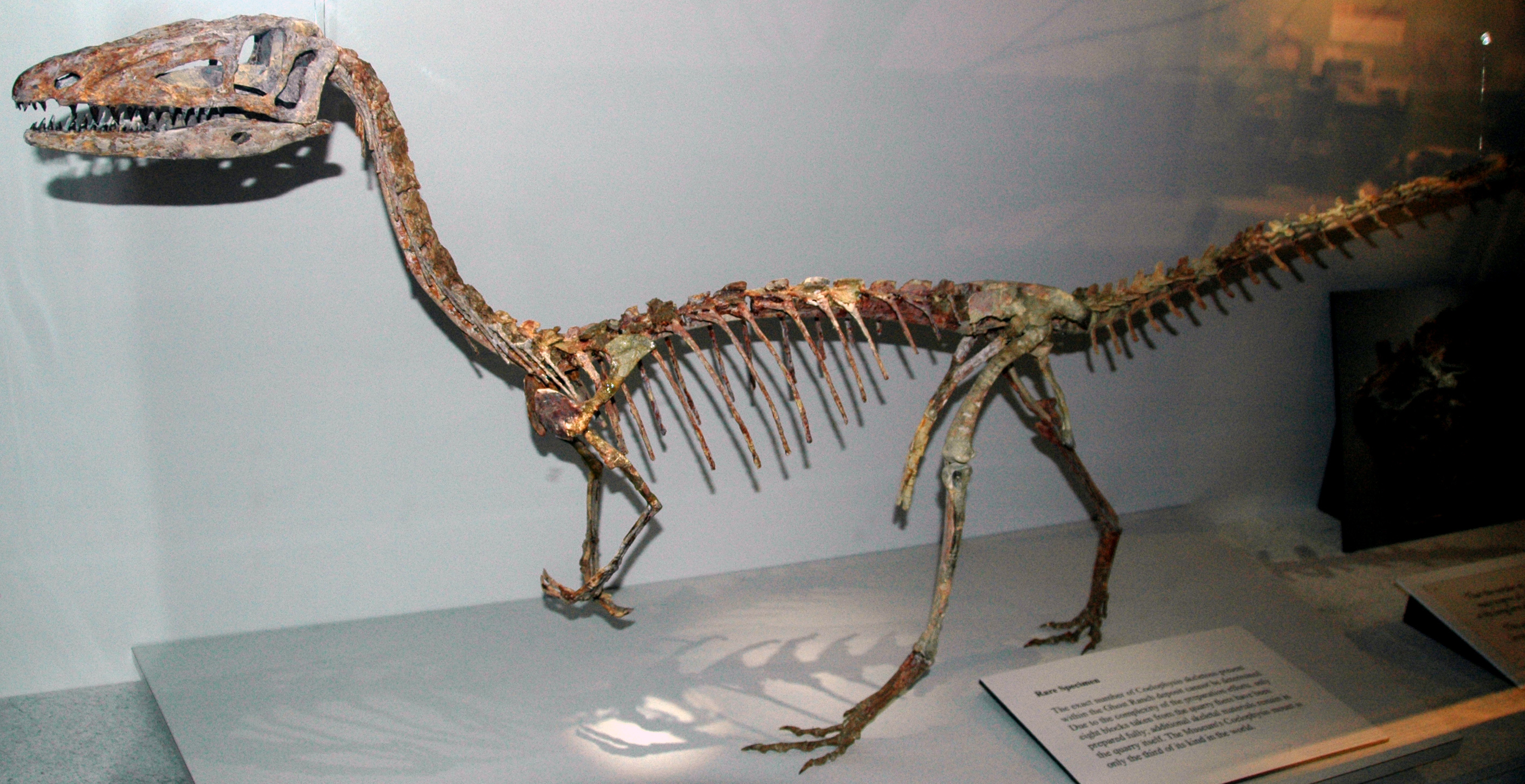
Szkielet celofyza, z którym często razem klasyfikowano dilofozaura, Cleveland Museum of Natural History

Welles widział w dilofozaurze megalozauroida w 1954, jednak później zmienił zdanie – w 1970, po odkryciu grzebieni. W 1974 Welles i amerykański paleontolog Robert A. Long ulokowali dilofozaura wśród ceratozaurów. W 1984 Welles odkrył u Dilophosaurus cechy zarówno celurozaurów, jak i karnozaurów, dwóch głównych grup, na jakie podzielono teropody, opierając się na rozmiarach ciała, i zasugerował nieadekwatność takiego podziału. Widział Dilophosaurus jako najbliższego tym teropodom, które zazwyczaj włączano do rodziny haltikozaurów, zwłaszcza lilienszternowi.
W 1988 amerykański paleontolog Gregory S. Paul zaklasyfikował haltikozaury jako podrodzinę w obrębie rodziny Coelophysidae, sugerując zarazem, że Dilophosaurus mógł być dalekim potomkiem celofyza. Paul rozważał także możliwość, jakoby spinozaury były ostatnimi przeżyłymi dilofozaurami, opierając to na podobieństwie zagiętego pyska, pozycji nozdrzy, smukłych zębów Baryonyx. W 1994 jego rodak Thomas R. Holtz zaliczył Dilophosaurus do Coelophysoidea, wraz z, ale na zewnątrz Coelophysidae. Coelophysoidea zaliczył z kolei do Ceratosauria. W 2000 amerykański paleontolog James H. Madsen i Welles podzielili Ceratosauria na rodziny Ceratosauridae i Dilophosauridae, czyniąc Dilophosaurus jedynym członkiem tej ostatniej.

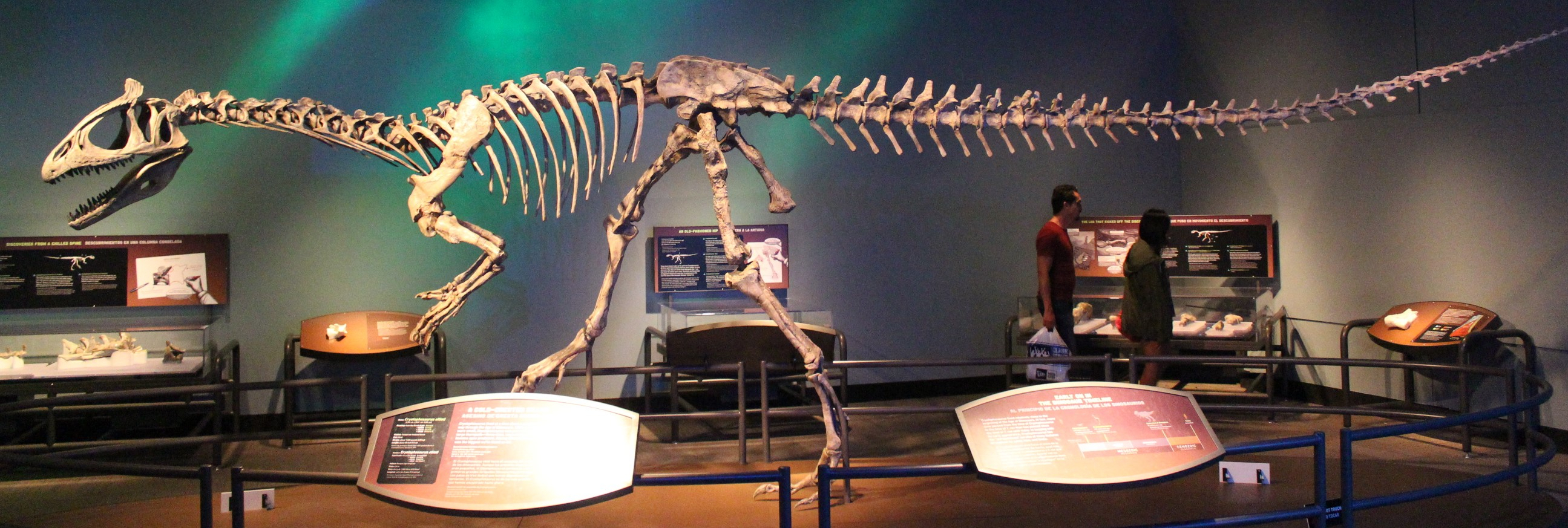
Rekonstrukcja szkieletu grzebieniastego teropoda Cryolophosaurus, uważanego niekiedy za bliskiego krewnego Dilophosaurus, FMNH

Lamanna i współpracownicy zwrócili w 1998 uwagę, że jako że nie tylko u samego Dilophosaurus odkryto grzebienie na głowie, ale występowały one u innych podobnych doń teropodów, czego przykład stanowi sinozaur, obecność grzebienia nie stanowi cechy unikatowej dla tego rodzaju i przedstawia zarazem niewielką wartość przy ustalaniu pokrewieństw w obrębie grupy. Australijski paleontolog Adam M. Yates opisał nowy południowoafrykański rodzaj Dracovenator w 2005, dostrzegając w nim bliskie pokrewieństwie do dilofozaura i Zupaysaurus. Przeprowadzona przezeń analiza kladystyczna sugerowała, że nie należą one do Coelophysoidea, ale raczej do Neotheropoda, grupy bardziej zaawansowanej ewolucyjnie. Zaproponował, że dilofozaur jest bardziej zaawansowany od Coelophysoidea, a cechy łączące go z tą grupą odziedziczył po wspólnych, prymitywnych przodkach (symplezjomorfia). Wskazał, że teropody mogły przejść przez "etap celofyzoidów" w swej wczesnej ewolucji.
W 2007 amerykański paleontolog Nathan D. Smith i współpraconiwcy uznali grzebieniastego teropoda Cryolophosaurus za takson siostrzany dilofozaura i zgrupowali je wraz z Dracovenator i Sinosaurus. Taki klad był bardziej zaawansowany ewolucyjnie od Coelophysoidea, mniej zaś od Ceratosauria, bazalne teropody rozmieszczone były w ten sposób jak na drabinie. W 2012 Carrano i współpracownicy stwierdzili, że grupa grzebieniastych teropodów zaproponowana przez Smitha i współpracowników bazowała na cechach związanych z obecnością grzebieni, zaś inne cechy szkieletu nie były już tak zgodne. Zamiast tego uznali Dilophosaurus za celofyzoida, Cryolophosaurus i Sinosaurus zaś za bardziej zaawansowane ewolucyjnie, jako bazalnych członków Tetanurae.
Belgijski paleontolog Christophe Hendrickx i współpracownicy zdefiniowali Dilophosauridae jako obejmujące Dilophosaurus i Dracovenator w 2015, zauważając, że pomimo ogólnej niepewności co do umieszczenia tej grupy wydaje się ona nieco bardziej zaawansowana ewolucyjnie od Coelophysoidea, mogąc być taksonem siostrzanym Averostra. Dilophosauridae dzielą z Coelophysoidea takie cechy, jak przerwa pod nozdrzami i przednie zęby szczękowe skierowane ku przodowi. Z Averostra łączyły je okna na przedzie kości szczękowej i zredukowana liczba zębów szczękowych. Badacze zasugerowali, że grzebienie czaszkowe Cryolophosaurus i Sinosaurus wyewoluowały na drodze konwergencji bądź też zostały odziedziczone po wspólnym przodku. Poniższy kladogram opiera się na pracy autorstwa Hendrickx i współpracownicy

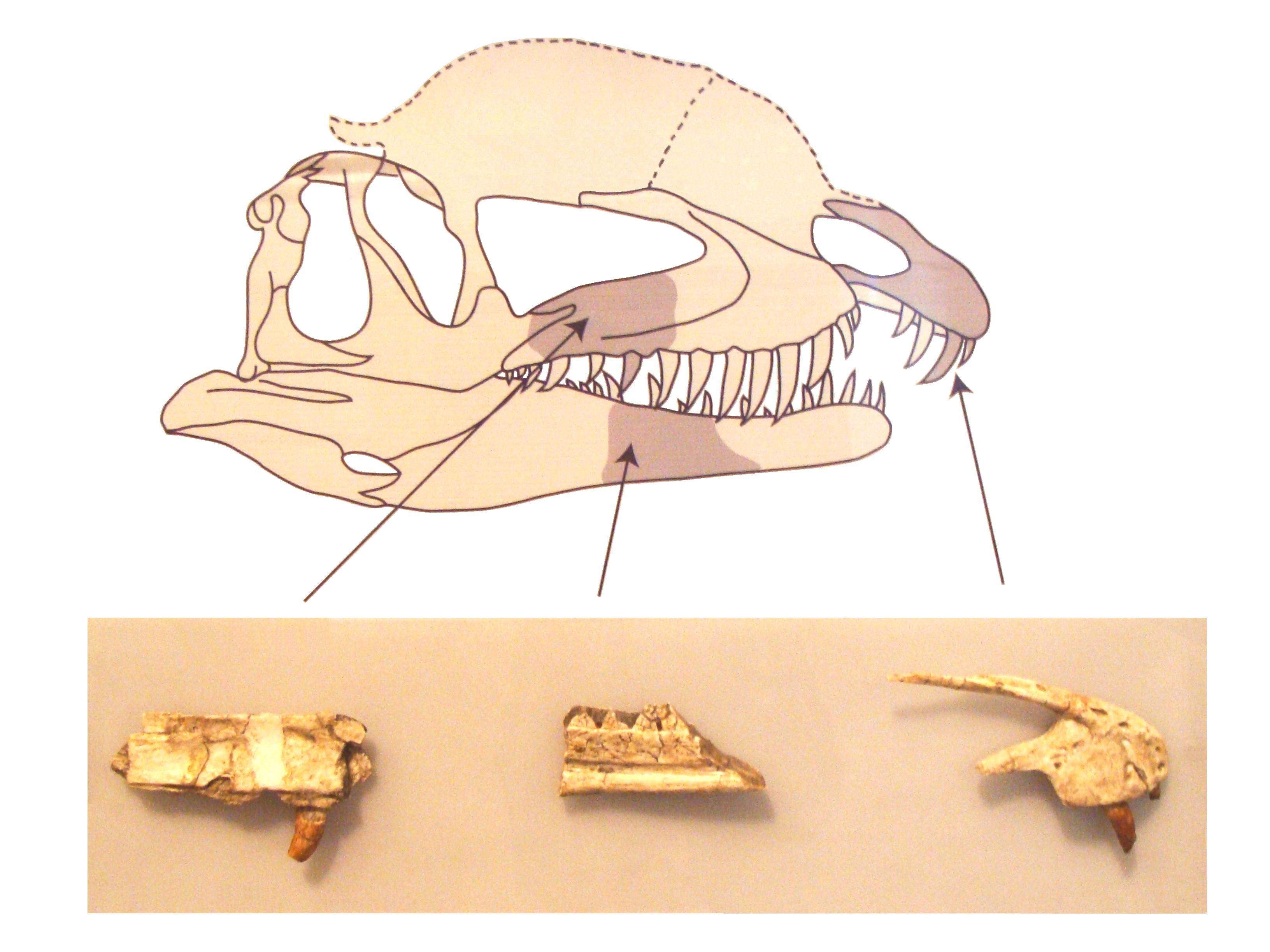
Kości czaszki Dracovenator, który może być najbliższym krewnym dilofozaura (na którego czaszkę nałożono kości), ROM

|  | Dilophosaurus |
|  |               |
|  | Dracovenator  |
|  |               |

|  | Cryolophosaurus                                               |
|  |                                                               |
|  | Sinosaurus                                                    |
|  |                                                               |
|  | \| \| Monolophosaurus \| \| \| \| \| \| Orionides \| \| \| \| |
|  |                                                               |
|  | Monolophosaurus                                               |
|  |                                                               |
|  | Orionides                                                     |
|  |                                                               |

|  | Monolophosaurus |
|  |                 |
|  | Orionides       |
|  |                 |

|  | Cryolophosaurus                                               |
|  |                                                               |
|  | Sinosaurus                                                    |
|  |                                                               |
|  | \| \| Monolophosaurus \| \| \| \| \| \| Orionides \| \| \| \| |
|  |                                                               |
|  | Monolophosaurus                                               |
|  |                                                               |
|  | Orionides                                                     |
|  |                                                               |

|  | Monolophosaurus |
|  |                 |
|  | Orionides       |
|  |                 |

|  | Dilophosaurus |
|  |               |
|  | Dracovenator  |
|  |               |

|  | Cryolophosaurus                                               |
|  |                                                               |
|  | Sinosaurus                                                    |
|  |                                                               |
|  | \| \| Monolophosaurus \| \| \| \| \| \| Orionides \| \| \| \| |
|  |                                                               |
|  | Monolophosaurus                                               |
|  |                                                               |
|  | Orionides                                                     |
|  |                                                               |

|  | Monolophosaurus |
|  |                 |
|  | Orionides       |
|  |                 |

|  | Cryolophosaurus                                               |
|  |                                                               |
|  | Sinosaurus                                                    |
|  |                                                               |
|  | \| \| Monolophosaurus \| \| \| \| \| \| Orionides \| \| \| \| |
|  |                                                               |
|  | Monolophosaurus                                               |
|  |                                                               |
|  | Orionides                                                     |
|  |                                                               |

|  | Monolophosaurus |
|  |                 |
|  | Orionides       |
|  |                 |

|  | Dilophosaurus |
|  |               |
|  | Dracovenator  |
|  |               |

|  | Cryolophosaurus                                               |
|  |                                                               |
|  | Sinosaurus                                                    |
|  |                                                               |
|  | \| \| Monolophosaurus \| \| \| \| \| \| Orionides \| \| \| \| |
|  |                                                               |
|  | Monolophosaurus                                               |
|  |                                                               |
|  | Orionides                                                     |
|  |                                                               |

|  | Monolophosaurus |
|  |                 |
|  | Orionides       |
|  |                 |

|  | Cryolophosaurus                                               |
|  |                                                               |
|  | Sinosaurus                                                    |
|  |                                                               |
|  | \| \| Monolophosaurus \| \| \| \| \| \| Orionides \| \| \| \| |
|  |                                                               |
|  | Monolophosaurus                                               |
|  |                                                               |
|  | Orionides                                                     |
|  |                                                               |

|  | Monolophosaurus |
|  |                 |
|  | Orionides       |
|  |                 |

|  | Dilophosaurus |
|  |               |
|  | Dracovenator  |
|  |               |

|  | Cryolophosaurus                                               |
|  |                                                               |
|  | Sinosaurus                                                    |
|  |                                                               |
|  | \| \| Monolophosaurus \| \| \| \| \| \| Orionides \| \| \| \| |
|  |                                                               |
|  | Monolophosaurus                                               |
|  |                                                               |
|  | Orionides                                                     |
|  |                                                               |

|  | Monolophosaurus |
|  |                 |
|  | Orionides       |
|  |                 |

|  | Cryolophosaurus                                               |
|  |                                                               |
|  | Sinosaurus                                                    |
|  |                                                               |
|  | \| \| Monolophosaurus \| \| \| \| \| \| Orionides \| \| \| \| |
|  |                                                               |
|  | Monolophosaurus                                               |
|  |                                                               |
|  | Orionides                                                     |
|  |                                                               |

|  | Monolophosaurus |
|  |                 |
|  | Orionides       |
|  |                 |

|  | Dilophosaurus |
|  |               |
|  | Dracovenator  |
|  |               |

|  | Cryolophosaurus                                               |
|  |                                                               |
|  | Sinosaurus                                                    |
|  |                                                               |
|  | \| \| Monolophosaurus \| \| \| \| \| \| Orionides \| \| \| \| |
|  |                                                               |
|  | Monolophosaurus                                               |
|  |                                                               |
|  | Orionides                                                     |
|  |                                                               |

|  | Monolophosaurus |
|  |                 |
|  | Orionides       |
|  |                 |

|  | Cryolophosaurus                                               |
|  |                                                               |
|  | Sinosaurus                                                    |
|  |                                                               |
|  | \| \| Monolophosaurus \| \| \| \| \| \| Orionides \| \| \| \| |
|  |                                                               |
|  | Monolophosaurus                                               |
|  |                                                               |
|  | Orionides                                                     |
|  |                                                               |

|  | Monolophosaurus |
|  |                 |
|  | Orionides       |
|  |                 |

|  | Dilophosaurus |
|  |               |
|  | Dracovenator  |
|  |               |

|  | Cryolophosaurus                                               |
|  |                                                               |
|  | Sinosaurus                                                    |
|  |                                                               |
|  | \| \| Monolophosaurus \| \| \| \| \| \| Orionides \| \| \| \| |
|  |                                                               |
|  | Monolophosaurus                                               |
|  |                                                               |
|  | Orionides                                                     |
|  |                                                               |

|  | Monolophosaurus |
|  |                 |
|  | Orionides       |
|  |                 |

|  | Cryolophosaurus                                               |
|  |                                                               |
|  | Sinosaurus                                                    |
|  |                                                               |
|  | \| \| Monolophosaurus \| \| \| \| \| \| Orionides \| \| \| \| |
|  |                                                               |
|  | Monolophosaurus                                               |
|  |                                                               |
|  | Orionides                                                     |
|  |                                                               |

|  | Monolophosaurus |
|  |                 |
|  | Orionides       |
|  |                 |

|  | Dilophosaurus |
|  |               |
|  | Dracovenator  |
|  |               |

|  | Cryolophosaurus                                               |
|  |                                                               |
|  | Sinosaurus                                                    |
|  |                                                               |
|  | \| \| Monolophosaurus \| \| \| \| \| \| Orionides \| \| \| \| |
|  |                                                               |
|  | Monolophosaurus                                               |
|  |                                                               |
|  | Orionides                                                     |
|  |                                                               |

|  | Monolophosaurus |
|  |                 |
|  | Orionides       |
|  |                 |

|  | Cryolophosaurus                                               |
|  |                                                               |
|  | Sinosaurus                                                    |
|  |                                                               |
|  | \| \| Monolophosaurus \| \| \| \| \| \| Orionides \| \| \| \| |
|  |                                                               |
|  | Monolophosaurus                                               |
|  |                                                               |
|  | Orionides                                                     |
|  |                                                               |

|  | Monolophosaurus |
|  |                 |
|  | Orionides       |
|  |                 |

|  | Dilophosaurus |
|  |               |
|  | Dracovenator  |
|  |               |

|  | Cryolophosaurus                                               |
|  |                                                               |
|  | Sinosaurus                                                    |
|  |                                                               |
|  | \| \| Monolophosaurus \| \| \| \| \| \| Orionides \| \| \| \| |
|  |                                                               |
|  | Monolophosaurus                                               |
|  |                                                               |
|  | Orionides                                                     |
|  |                                                               |

|  | Monolophosaurus |
|  |                 |
|  | Orionides       |
|  |                 |

|  | Cryolophosaurus                                               |
|  |                                                               |
|  | Sinosaurus                                                    |
|  |                                                               |
|  | \| \| Monolophosaurus \| \| \| \| \| \| Orionides \| \| \| \| |
|  |                                                               |
|  | Monolophosaurus                                               |
|  |                                                               |
|  | Orionides                                                     |
|  |                                                               |

|  | Monolophosaurus |
|  |                 |
|  | Orionides       |
|  |                 |

|  | Dilophosaurus |
|  |               |
|  | Dracovenator  |
|  |               |

|  | Cryolophosaurus                                               |
|  |                                                               |
|  | Sinosaurus                                                    |
|  |                                                               |
|  | \| \| Monolophosaurus \| \| \| \| \| \| Orionides \| \| \| \| |
|  |                                                               |
|  | Monolophosaurus                                               |
|  |                                                               |
|  | Orionides                                                     |
|  |                                                               |

|  | Monolophosaurus |
|  |                 |
|  | Orionides       |
|  |                 |

|  | Cryolophosaurus                                               |
|  |                                                               |
|  | Sinosaurus                                                    |
|  |                                                               |
|  | \| \| Monolophosaurus \| \| \| \| \| \| Orionides \| \| \| \| |
|  |                                                               |
|  | Monolophosaurus                                               |
|  |                                                               |
|  | Orionides                                                     |
|  |                                                               |

|  | Monolophosaurus |
|  |                 |
|  | Orionides       |
|  |                 |

|  | Dilophosaurus |
|  |               |
|  | Dracovenator  |
|  |               |

|  | Cryolophosaurus                                               |
|  |                                                               |
|  | Sinosaurus                                                    |
|  |                                                               |
|  | \| \| Monolophosaurus \| \| \| \| \| \| Orionides \| \| \| \| |
|  |                                                               |
|  | Monolophosaurus                                               |
|  |                                                               |
|  | Orionides                                                     |
|  |                                                               |

|  | Monolophosaurus |
|  |                 |
|  | Orionides       |
|  |                 |

|  | Cryolophosaurus                                               |
|  |                                                               |
|  | Sinosaurus                                                    |
|  |                                                               |
|  | \| \| Monolophosaurus \| \| \| \| \| \| Orionides \| \| \| \| |
|  |                                                               |
|  | Monolophosaurus                                               |
|  |                                                               |
|  | Orionides                                                     |
|  |                                                               |

|  | Monolophosaurus |
|  |                 |
|  | Orionides       |
|  |                 |

|  | Dilophosaurus |
|  |               |
|  | Dracovenator  |
|  |               |

|  | Cryolophosaurus                                               |
|  |                                                               |
|  | Sinosaurus                                                    |
|  |                                                               |
|  | \| \| Monolophosaurus \| \| \| \| \| \| Orionides \| \| \| \| |
|  |                                                               |
|  | Monolophosaurus                                               |
|  |                                                               |
|  | Orionides                                                     |
|  |                                                               |

|  | Monolophosaurus |
|  |                 |
|  | Orionides       |
|  |                 |

|  | Cryolophosaurus                                               |
|  |                                                               |
|  | Sinosaurus                                                    |
|  |                                                               |
|  | \| \| Monolophosaurus \| \| \| \| \| \| Orionides \| \| \| \| |
|  |                                                               |
|  | Monolophosaurus                                               |
|  |                                                               |
|  | Orionides                                                     |
|  |                                                               |

|  | Monolophosaurus |
|  |                 |
|  | Orionides       |
|  |                 |

|  | Dilophosaurus |
|  |               |
|  | Dracovenator  |
|  |               |

|  | Cryolophosaurus                                               |
|  |                                                               |
|  | Sinosaurus                                                    |
|  |                                                               |
|  | \| \| Monolophosaurus \| \| \| \| \| \| Orionides \| \| \| \| |
|  |                                                               |
|  | Monolophosaurus                                               |
|  |                                                               |
|  | Orionides                                                     |
|  |                                                               |

|  | Monolophosaurus |
|  |                 |
|  | Orionides       |
|  |                 |

|  | Cryolophosaurus                                               |
|  |                                                               |
|  | Sinosaurus                                                    |
|  |                                                               |
|  | \| \| Monolophosaurus \| \| \| \| \| \| Orionides \| \| \| \| |
|  |                                                               |
|  | Monolophosaurus                                               |
|  |                                                               |
|  | Orionides                                                     |
|  |                                                               |

|  | Monolophosaurus |
|  |                 |
|  | Orionides       |
|  |                 |

|  | Dilophosaurus |
|  |               |
|  | Dracovenator  |
|  |               |

|  | Cryolophosaurus                                               |
|  |                                                               |
|  | Sinosaurus                                                    |
|  |                                                               |
|  | \| \| Monolophosaurus \| \| \| \| \| \| Orionides \| \| \| \| |
|  |                                                               |
|  | Monolophosaurus                                               |
|  |                                                               |
|  | Orionides                                                     |
|  |                                                               |

|  | Monolophosaurus |
|  |                 |
|  | Orionides       |
|  |                 |

|  | Cryolophosaurus                                               |
|  |                                                               |
|  | Sinosaurus                                                    |
|  |                                                               |
|  | \| \| Monolophosaurus \| \| \| \| \| \| Orionides \| \| \| \| |
|  |                                                               |
|  | Monolophosaurus                                               |
|  |                                                               |
|  | Orionides                                                     |
|  |                                                               |

|  | Monolophosaurus |
|  |                 |
|  | Orionides       |
|  |                 |

|  | Dilophosaurus |
|  |               |
|  | Dracovenator  |
|  |               |

|  | Cryolophosaurus                                               |
|  |                                                               |
|  | Sinosaurus                                                    |
|  |                                                               |
|  | \| \| Monolophosaurus \| \| \| \| \| \| Orionides \| \| \| \| |
|  |                                                               |
|  | Monolophosaurus                                               |
|  |                                                               |
|  | Orionides                                                     |
|  |                                                               |

|  | Monolophosaurus |
|  |                 |
|  | Orionides       |
|  |                 |

|  | Cryolophosaurus                                               |
|  |                                                               |
|  | Sinosaurus                                                    |
|  |                                                               |
|  | \| \| Monolophosaurus \| \| \| \| \| \| Orionides \| \| \| \| |
|  |                                                               |
|  | Monolophosaurus                                               |
|  |                                                               |
|  | Orionides                                                     |
|  |                                                               |

|  | Monolophosaurus |
|  |                 |
|  | Orionides       |
|  |                 |

|  | Dilophosaurus |
|  |               |
|  | Dracovenator  |
|  |               |

|  | Cryolophosaurus                                               |
|  |                                                               |
|  | Sinosaurus                                                    |
|  |                                                               |
|  | \| \| Monolophosaurus \| \| \| \| \| \| Orionides \| \| \| \| |
|  |                                                               |
|  | Monolophosaurus                                               |
|  |                                                               |
|  | Orionides                                                     |
|  |                                                               |

|  | Monolophosaurus |
|  |                 |
|  | Orionides       |
|  |                 |

|  | Cryolophosaurus                                               |
|  |                                                               |
|  | Sinosaurus                                                    |
|  |                                                               |
|  | \| \| Monolophosaurus \| \| \| \| \| \| Orionides \| \| \| \| |
|  |                                                               |
|  | Monolophosaurus                                               |
|  |                                                               |
|  | Orionides                                                     |
|  |                                                               |

|  | Monolophosaurus |
|  |                 |
|  | Orionides       |
|  |                 |

|  | Dilophosaurus |
|  |               |
|  | Dracovenator  |
|  |               |

|  | Cryolophosaurus                                               |
|  |                                                               |
|  | Sinosaurus                                                    |
|  |                                                               |
|  | \| \| Monolophosaurus \| \| \| \| \| \| Orionides \| \| \| \| |
|  |                                                               |
|  | Monolophosaurus                                               |
|  |                                                               |
|  | Orionides                                                     |
|  |                                                               |

|  | Monolophosaurus |
|  |                 |
|  | Orionides       |
|  |                 |

|  | Cryolophosaurus                                               |
|  |                                                               |
|  | Sinosaurus                                                    |
|  |                                                               |
|  | \| \| Monolophosaurus \| \| \| \| \| \| Orionides \| \| \| \| |
|  |                                                               |
|  | Monolophosaurus                                               |
|  |                                                               |
|  | Orionides                                                     |
|  |                                                               |

|  | Monolophosaurus |
|  |                 |
|  | Orionides       |
|  |                 |

## Paleobiologia

### Ruch

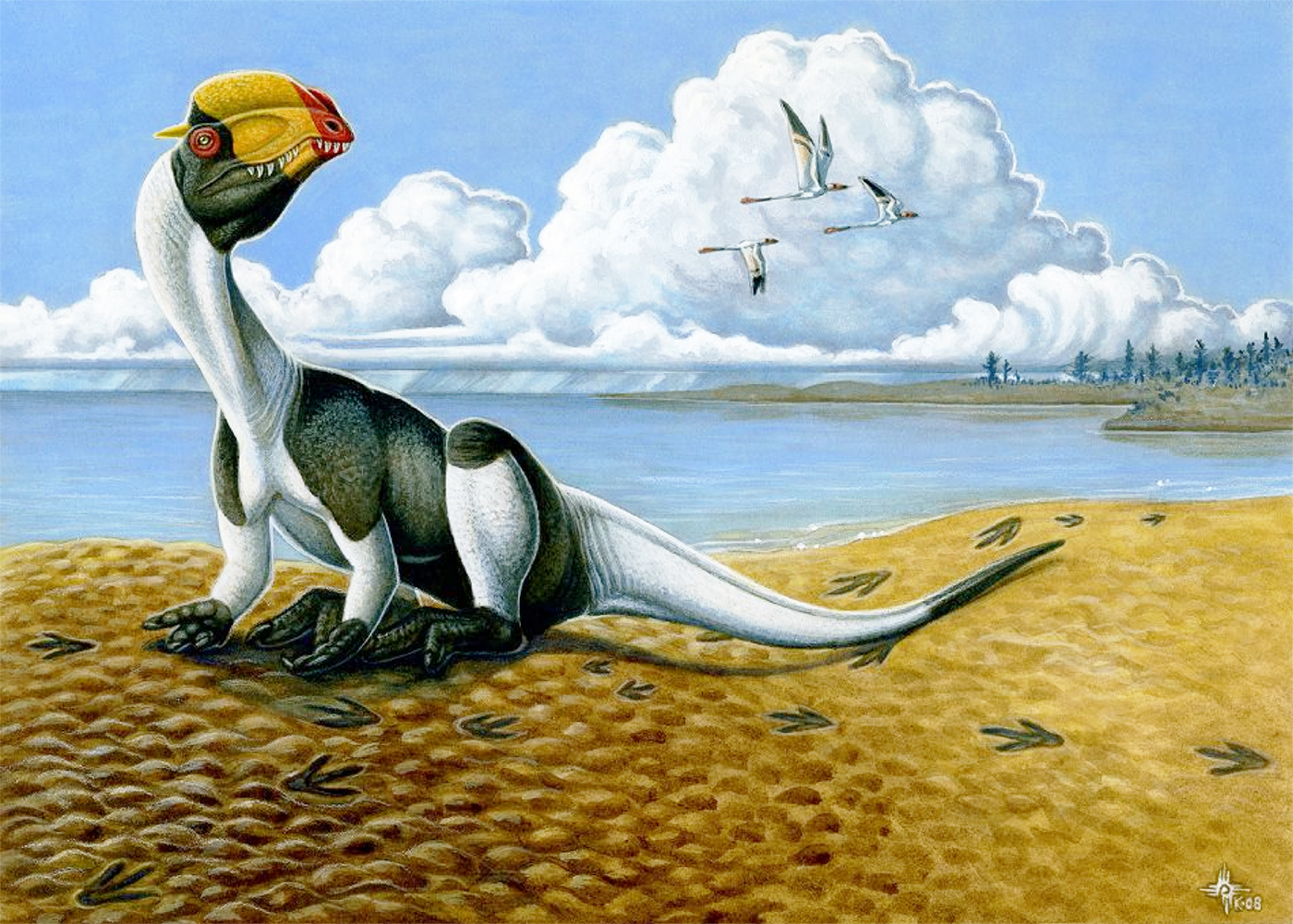
Rekonstrukcja Dilophosaurus w pozie spoczynku typowej dla ptaków, na podstawie śladu spoczywającego zwierzęcia w St. George Dinosaur Discovery Site w Utah

Welles wyobrażał sobie Dilophosaurus jako aktywne, czysto dwunożne zwierzę, podobne do powiększonego strusia. W kończynach przednich zauropsyda widział potężną broń, silną i giętką, nie służącą natomiast lokomocji. Zauważył zdolność rąk zwierzęcia do chwytania i cięcia, a także do kontaktowania się ze sobą, jak też sięgania do 2/3 szyi. Zaproponował, że w pozycji siedzącej dinozaur spoczywał na powiększonej części kości kulszowej, jak i na ogonie i na stopach. W 1990 amerykańscy paleontolodzy Stephen i Sylvia Czerkas zasugerowali, że słaba miednica dilofozaura mogła stanowić przystosowanie do wodnego trybu życia, gdzie otaczająca zwierzę woda zapewniałaby siłę wyporu, i zwierzę byłoby efektywnym pływakiem. Za wątpliwe uznali jednak, by zauropsyd ograniczał się wyłącznie do środowiska wodnego, gdyż dzięki sile i proporcjom dolnych kończyn szybko i zwinnie przemieszczał się na lądzie.
W 2005 amerykańscy paleontolodzy Phil Senter i James H. Robins zbadali zakres ruchu kończyn przednich dilofozaura i innych teropodów. Odkryli, że Dilophosaurus potrafił wykręcić kość ramienną w tył do pozycji prawie równoległej do łopatki, jednak nie był zdolny przemieścić ją w przód do pozycji bardziej pionowej. Staw łokciowy potrafił osiągnąć prawie pełny wyprost oraz zgięcie w kąt prosty, jednak nie całkowicie. Palce nie wydają się zdolne do czynnego przeprostu, mogły jednak osiągać go biernie, unikając zwichnięciom podczas gwałtownych ruchów łapanej zdobyczy. W 2015 artykuł Sentera i Robinsa przedstawił wytyczne rekonstrukcji przednich kończyn dwunożnych dinozaurów, opierając się na badaniu różnorodnych taksonów, w tym też Dilophosaurus. Łopatki trzymane były bardzo poziomo, spoczynkowe położenie łokci zbliżało się do kąta prostego, a ułożenie ręki nie odbiegało istotnie od położenia przedramienia

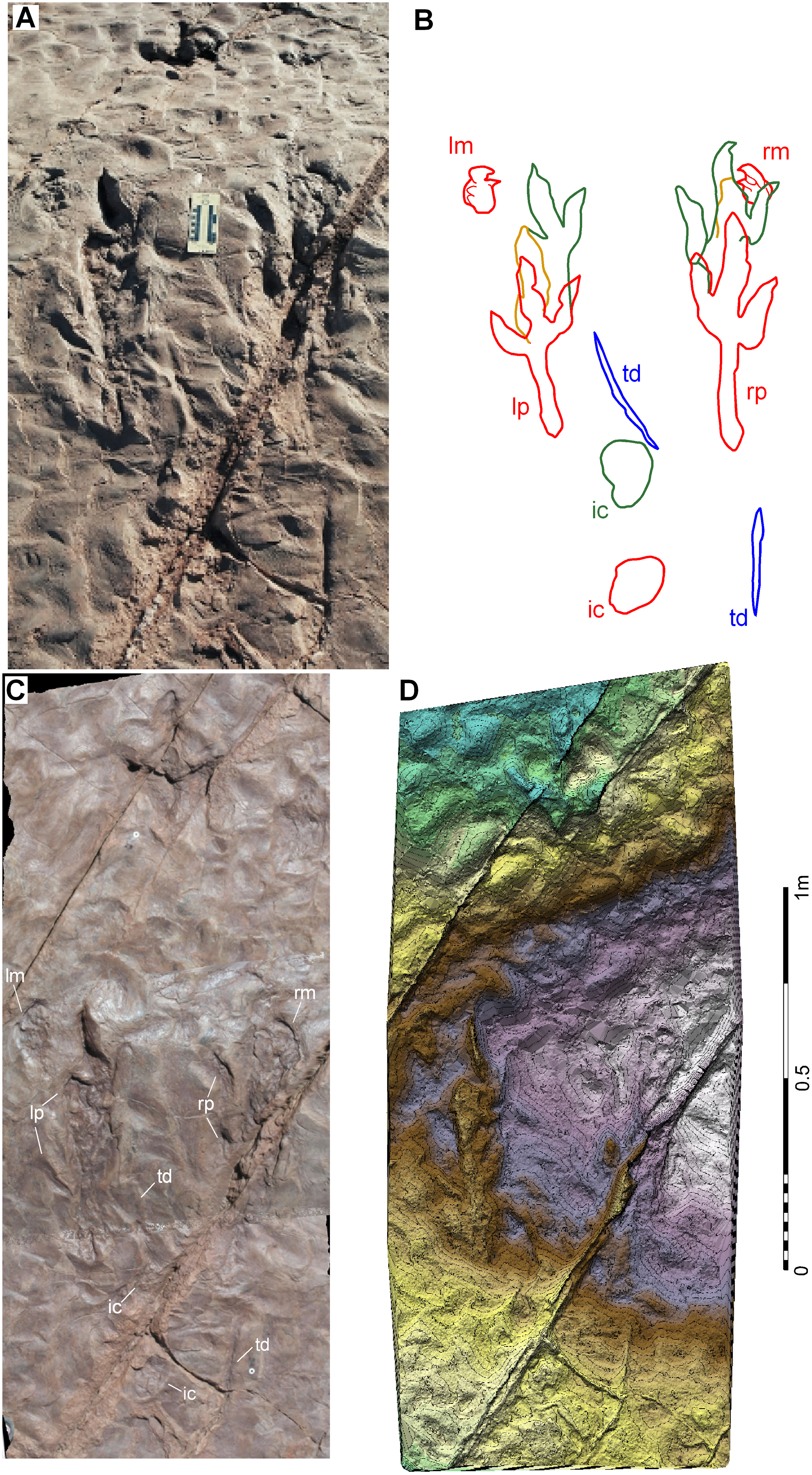
Ślad spoczynku Eubrontes, teropoda przypominającego dilofozaura, SGDS

Ślady Dilophosauripus opisane przez Wellesa w 1971 były wszystkie na tym samym poziomie. Porównywano je do śladów utuczonego kurczaka, z których kilka tworzyło ślady ruchu. Ślady stóp odcisnęły się w błocie, które pozwoliło stopom zagłębić się na 5–10 cm. Odciski są rozciapane, zróżnicowana szerokość odcisków palców wskazuje, że błoto przywierało do stóp. Odciski różnią się od siebie wedle różnic w podłożu i sposobu, w jakim zostały utworzone. Czasami zwierzę stawiało stopę bezpośrednio, ale często ślizgała się ona na podłożu w przód bądź w tył. Pozycje i kąty tworzone przez palce także znacznie różniły się znacznie, co wskazuje na ich znaczną giętkość. Odciski Dilophosauripus cechowały się drugim palcem o grubej podstawie i bardzo długim, prostym szponie w jednej linii z osią opuszki palca. W jednym ze śladu brakuje pazura drugiego palca, być może z powodu urazu. W 1984 Welles zinterpretował fakt znalezienia blisko siebie trzech osobników oraz obecności krzyżujących się śladów w pobliżu jako argument za tym, że dilofozaury przemieszczały się w grupach. Gay zgodził się, że zwierzęta te mogły podróżować w niewielkich grupach, zauważając jednak, że nie ma na to bezpośrednich dowodów, a powodzie błyskawiczne mogły zebrać razem porozrzucane kości różnych osobników.
Milner i współpracownicy zbadali ślady z Utah SGDS.18.T1 w 2009. Znalezisko składało się z typowych śladów stóp i ciągnięcia ogona w bardziej nietypowym miejscu spoczynku, utrwalone w piaskowcach plaży nad jeziorem. Ślady zaczynają się, gdy zwierzę ustawiło się mniej więcej równolegle do linii brzegowej, potem zatrzymało się na terasie (berm) z obydwiema stopami ułożonymi równolegle, gdzie obniżyło pozycję ciała oraz ułożyła kości śródstopia i pośladki wokół kości kulszowej na podłożu. Utworzyły w taki sposób odciski symetrycznych pięt i okrężny odcisk kości kulszowej. Najbliższa tułowiowi część ogona trzymana była nad podłożem, podczas gdy dystalny jego fragment na nim spoczywał. Fakt spoczynku zwierzęcia na stoku umożliwił mu zbliżenie obu rąk do stóp. Po odpoczynku dinozaur powlókł się do przodu i pozostawił nowe odciski swych stóp, kości śródstopia i kości kulszowej, jednak nie rąk. Prawa stopa nastąpiła na odcisk po prawej ręce, a drugi pazur stopy lewej pozostawił ślad ciągnięcia z pierwszej pozycji spoczynku do następnej. Po pewnym czasie zwierzę stanęło i poruszyło się o przodu, stawiając wpierw stopę lewą, a po pełnym wyprostowaniu się przespacerowało przez resztę powierzchni, pozostawiając cienkie ślady ciągnięcia końca ogona.
Kucanie jest zachowaniem rzadko obserwowanym u teropodów. SGDS.18.T1 stanowi jedyny jego ślad o niedwuznacznych odciskach rąk teropoda, co dostarcza wartościowych danych na temat używania przez te zwierzęta przednich kończyn. Postawa kucająca okazała się bardzo podobna do obserwowanej u dzisiejszych ptaków. Wczesne teropody kierowały dłonie przyśrodkowo, ku sobie. Jako że taka pozycja wyewoluowała wcześnie w tej linii, mogła występować u wszystkich teropodów. Zwierzęta te są często przedstawiane z dłońmi kierowanymi w dół, ale badania anatomii funkcjonalnej wykazały, że jak ptaki, były niezdolne do pronacji i supinacji. Ślad wskazuje, że kładzione były symetrycznie, a masa ciała spoczywała pomiędzy stopami i kości śródstopia, podobnie jak u bezgrzebieniowców. Milner i współpracownicy obalili także pogląd, jakoby ślad Kayentapus minor opisany przez Weemsa ukazywał odcisk dłoni pozostawiony przez teropoda poruszającego się na czterech nogach. Weems zaproponował był, że zwierzę zdolne było do czworonożności podczas wolnego chodu, dotykając podłoża jedynie dłońmi. Milner i współpracownicy stwierdzili, że niekoniecznie zwierzę musiało przyjmować taką pozycję, zasugerowali, że ślad powstał w sposób podobny, jak w przypadku SGDS.18.T1, ale bez pozostawienia śladów palców.

### Pożywienie

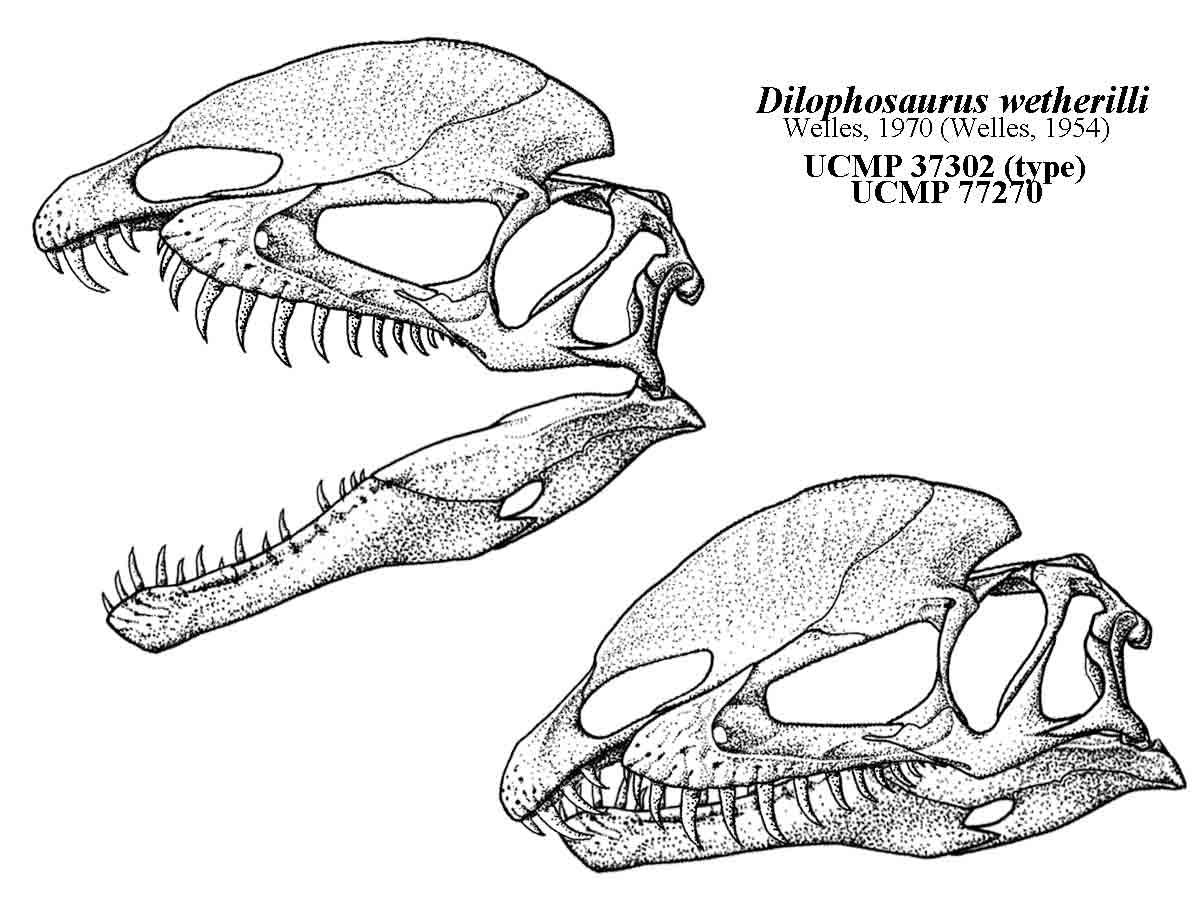
Diagram przedstawia czaszkę zwierzęcia z otwartymi i zamkniętymi ustami, z hipotetycznym kształtem grzebienia

Welles stwierdził, że Dilophosaurus nie dysponował dużą siłą zgryzu. Słabość ta wiązała się z wcięciem szczęki. Myślał, że zwierzę używało zębów przedszczękowych do szarpania i rozdzierania raczej niż do gryzienia, a zęby szczękowe do kłucia i cięcia. Widział w dilofozaurze raczej padlinożercę, niż drapieżnika, który, jeśli już miałby zabijać duże ofiary, używałby do tego rąk i stóp raczej, niż szczęki i żuchwy. Welles nie znalazł dowodów na kinezę czaszki, cechę umożliwiającą poszczególnym kościom czaszki przemieszczać się względem siebie.
W 1986 amerykański paleontolog Robert Bakker stwierdził, że Dilophosaurus, z jego masywną szyją i czaszką oraz dużymi zębami szczęki, zaadaptowany był do zabijania dużej zdobyczy i wystarczająco silny, by mógł atakować dużych roślinożerców wczesnej jury. W 1988 Paul zanegował pogląd upatrujący w Dilophosaurus padlinożerny, twierdząc, że wyłącznie padlinożerne zwierzęta lądowe to mit. Stwierdził, że pysk Dilophosaurus był mocniejszy, niż to wcześniej uważano, a wielkie, smukłe zęby szczękowe był bardziej śmiercionośne od pazurów. Paul zasugerował, że dinozaur polował na dużą zwierzynę, taką jak prozauropody, ale też posiadał większe niż inne teropody podobnej wielkości zdolności chwytania małych zwierząt. Paul przedstawił Dilophosaurus odbijające się ogonem podczas potyczek z wrogiem, podobnie jak to się obserwuje u kangurów.
W 2005 badanie z wykorzystaniem teorii wiązek kanadyjskiego paleontologa François Therriena i współpracowników wykazało, że siła zgryzu żuchwy Dilophosaurus gwałtownie malała w tył. Wskazuje to, że przednia część żuchwy z zadartą ku górze bródką, rozetami zębów i wzmocnioną okolicą spojenia (podobnie jak u spinozaurydów) służyła do łapania i manipulacji zdobyczą, prawdopodobnie mniejszych rozmiarów. Własności spojenia żuchwy przypominają spotykane u kotowatych i krokodyli, używających przedniej części szczęki i żuchwy do zadawania silnych ugryzień podczas poskramiania zdobyczy. Obciążenia wywierane na żuchwę zgadzały się z szarpaniem się niewielkiej zdobyczy, na którą zauropsyd polował, zadając tnące ugryzienia i raniąc ją w ten sposób, po czym łapiąc ofiarę przednią częścią szczęki i żuchwy, gdy ta nie miała już siły stawiać dalszego oporu. Zdobycz mogła trafiać dalej w głąb pyska, gdzie znajdowały się większe zęby i gdzie konała na skutek tnących jej ciało ugryzień (podobnie jak u krokodyli) bocznie spłaszczonych zębów. Autorzy sugerowali, że Dilophosaurus rzeczywiście żywił się małymi ofiarami, być może polujące grupa był ograniczonych rozmiarów.
Milner i James I. Kirkland zasugerowali w 2007, że Dilophosaurus miał cechy wskazujące na możliwość odżywiania się rybami. Zwrócili uwagę, że końce szczęki i żuchwy poszerzały się ku bokom, tworząc rozety zachodzących na siebie zębów, podobnie jak u spinozaurydów, znanych z rybożerności, i gawialowatych, współczesnych krokodyli żywiących się w większości rybami. Otwory nosowe były ponadto cofnięte, podobnie znów jak u spinozaurów, u których cecha ta uwidaczniała się jeszcze wyraźniej. Mogło to ograniczać dostawanie się wody do nozdrzy podczas polowania na ryby. Obie grupy miały długie ręce wyposażone w dobrze rozwinięte pazury, pomocne w łapaniu ryb. Jezioro Dixie, duży zbiornik wodny rozciągający się z Utah do Arizony i Nevady, zapewniał pokaźne źródło ryb w wyjałowionym po wymieraniu triasowym świecie.
W ocenie Marsha i Rowe'a (2020) dilofozaur był zdolny do polowania zarówno na zwierzęta o małych rozmiarach, jak i na dużą zdobycz. Z badań tych autorów wynika, że połączenie między kością przedszczękową a szczękową było u dilofozaura znacznie mocniejsze, niż to zakładał Welles, a ponadto teropod ten mógł wykorzystywać przy polowaniu na duże zwierzęta silne kończyny przednie.

### Funkcja grzebienia

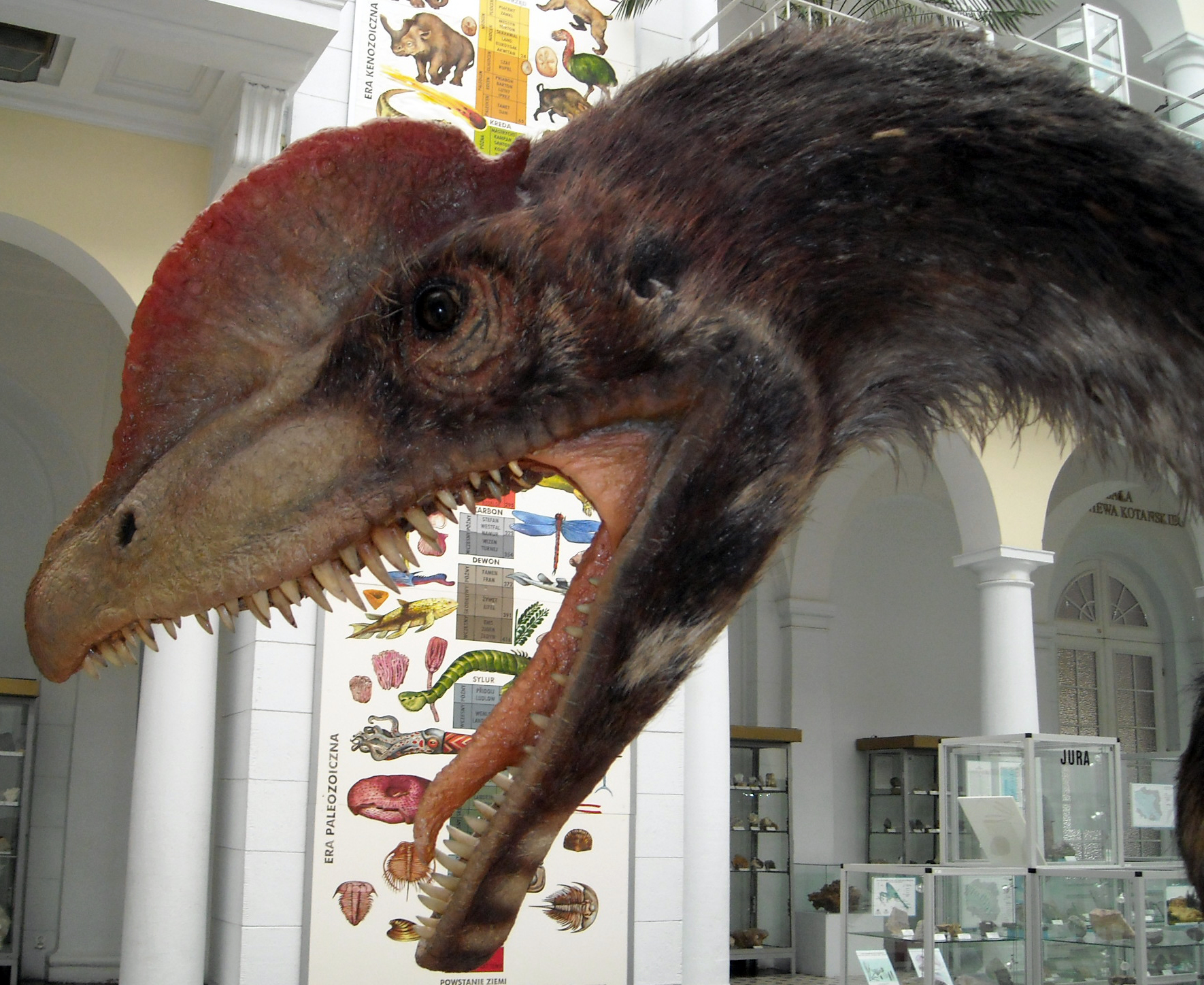
Głowa modelu nazwanego "Dyzio", Muzeum Geologiczne Państwowego Instytutu Geologicznego–Państwowego Instytutu Badawczego, Warszawa

Welles przyznał, że sugestie dotyczące się funkcji dilofozaurzego grzebienia były spekulatywne, ale uważał, że – pomimo braku rowków wskazujących na unaczynienie – mógł on służyć termoregulacji. Zasugerował również inne funkcje w postaci rozpoznawania się osobników tego samego gatunku bądź do ozdoby. Czerkasowie zwrócili uwagę na nieużyteczność grzebieni w walce, gdyż ich delikatna struktura łatwo ulegałaby uszkodzeniom. Zasugerowali, że grzebienie służyły pokazom odprawianym w celu przyciągnięcia partnera bądź też do termoregulacji. W 1990 amerykański paleontolog Walter P. Coombs stwierdził, że grzebienie mogły być jaskrawo ubarwione, co zwiększało ich atrakcyjność w pokazach.
W 2011 amerykańscy paleontolodzy Kevin Padian i Jack Horner zaproponowali, że dziwaczne struktury dinozaurów w ogólności (w tym grzebienie, kryzy, rogi i kopuły) służyły w pierwszej linii rozpoznawaniu się osobników danego gatunku, odrzucając inne wyjaśnienia jako niewsparte dowodami. Zauważyli, że zbyt mało osobników teropodów o ornamentowanej czaszce zostało poznanych, by przetestować hipotezy dotyczące ewolucyjnej funkcji zdobień statystycznie i sprawdzić, czy reprezentowały one dymorfizm płciowy, czy może też oznaczały dojrzałość zwierzęcia do rozrodu.
W odpowiedzi Padianowi i Hornerowi tego samego roku amerykańscy badacze Rob J. Knell i Scott D. Sampson argumentowali, że rozpoznawanie gatunku nie zdaje się nieprawdopodobne jako wtórna funkcja dziwacznych struktur dinozaurów, ale dobór płciowy (a więc wykorzystanie w pokazach bądź w walkach o partnera) wydaje się bardziej prawdopodobnym wyjaśnieniem. Skłania ku niemu wysoki koszt budowy takich struktur oraz to, że wydają się one znacznie zróżnicowane w obrębie gatunku. W 2013 brytyjscy paleontolodzy David E. Hone i Darren Naish poddali krytyce hipotezę Padiana i Hornera, argumentując, że współczesne zwierzęta nie wykorzystują podobnych struktur celem rozpoznawania się w gatunku, a Padian i Horner zignorowali możliwość wzajemnego doboru płciowego, w przypadku którego zdobienia pojawiają się u osobników obu płci.

### Rozwój

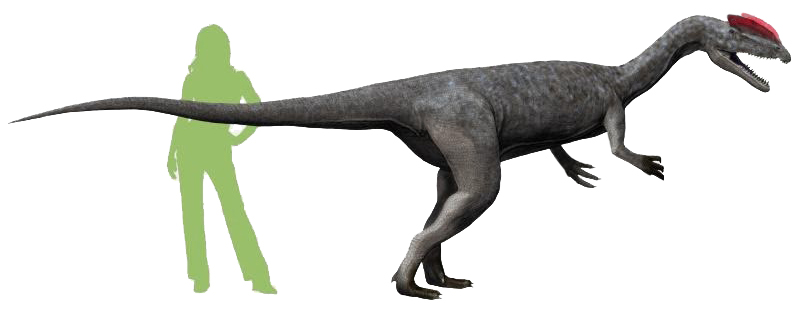
Porównanie wielkości dorosłego dilofozaura i człowieka rozumnego

Welles pierwotnie uznał mniejsze okazy Dilophosaurus za osobniki młodociane, a większego za dorosłe zwierzę. Później zmienił zdanie, dostrzegając w nich przedstawicieli odrębnych gatunków. Paul zasugerował, że za różnicami dzielącymi te okazy stoi dymorfizm płciowy, uwidaczniający się także wyraźnie u Coelophysis, z potężnie zbudowanymi i smukłymi formami tej samej wielkości, które mogłyby zostać inaczej zinterpretowane jako należące do odmiennych gatunków. Idąc tym sposobem myślenia, mniejsze okazy Dilophosaurus odpowiadałyby tym smukłym celofyzom.
W 2005 Tykoski stwierdził, że większość okazów Dilophosaurus to osobniki młodociane. Jedynie największy z nich był dojrzały. Wnioski te opierają się poziom kostnienia kości. W 2005 Gay nie znalazł dowodów na obecność dymorfizmu płciowego sugerowanego przez Paula (ale prawdopodobnie obecnego u Coelophysis), a zmienność dzielącą okazy dilofozaura przypisał indywidualnej zmienności ontogenetycznej. W szkieletach nie było dymorfizmu, nie wykluczał jednak możliwości jego wystąpienia w grzebieniach, czego ustalenie wymagałoby więcej danych. Na podstawie niewielkiego grzebienia nosowego młodocianego okazu Yates wstępnie przypisał go do bliskiego dilofozaurowi rodzaju Dracovenator, sugerując, że grzebień stałby się większy wraz z dojrzewaniem zauropsyda.
Amerykański badacz Joe S. Tkach przeprowadził badanie histologiczne dilofozaura w 1996, pobierając skrawki w kości długich i żeber osobnika UCMP 37303 (gorzej zachowanego z dwóch pierwotnie odkrytych szkieletów). Tkanki kości były dobrze unaczynione, wykazywały strukturę fibro-lamelarną podobną o stwierdzonej u innych teropodów i zauropodomorfa masospondyla. Zwojowata struktura kości wskazuje na szybki wzrost. Dilophosaurus mógł przybierać rocznie 30–35 kg we wczesnym okresie swego życia.
Welles stwierdził, że zastępcze zęby dilofozaura i innych teropodów pojawiały się głęboko w kości, ich rozmiar zmniejszał się w miarę oddalania się od granicy zębodołu. W jednym zębodole występowały zazwyczaj 2 bądź 3 zęby zastępcze, najmłodsze z nich były małe, z wydrążoną koroną. Zęby zastępcze wyżynały się po zewnętrznej stronie swych poprzedników. Gdy ząb zbliżył się do linii dziąseł, wewnętrzna ściana między płytami międzyzębowymi była wchłaniana i tworzył się nutrient notch. Z erupcją nowego zęba przemieszczał się na zewnątrz, ku środkowi zębodołu, a nutrient notch zamykał się nad nim.

### Paleopatologia

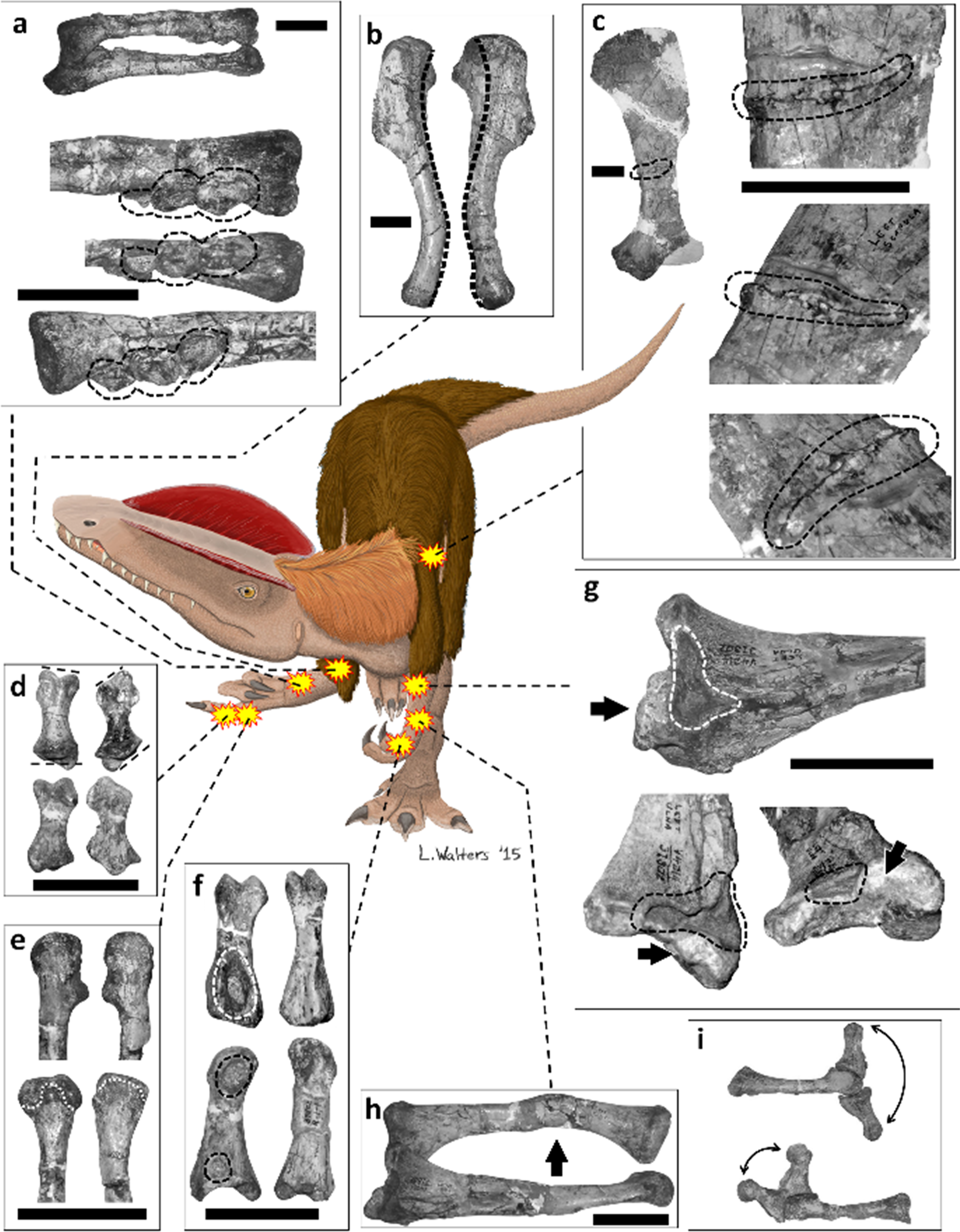
Paleopatologie kości holotypu, naniesiono na rekonstrukcję zwierzęcia za życia

Welles odnotował różne paleopatologie dilofozaura. Holotyp nosi bruzdę na łuku kręgowym w odcinku szyjnym kręgosłupa, być może spowodowaną urazem czy zmiażdżeniem. Na prawej kości ramiennej widnieją 2 otwory mogące stanowić pozostałość po ropniach, choć nie można wykluczyć późniejszych uszkodzeń. Welles zwrócił też uwagę na mniejszą i bardziej delikatną lewą kość ramienną, natomiast na odwrotną zależność w przypadku przedramienia. W 2001 australijski paleontolog Ralph Molnar zasugerował jako przyczynę takiego stanu rzeczy anomalię rozwojową zwaną fluktuującą asymetrią, powodowaną niekiedy przez stresory oddziałujące na populację, jak zaburzenia środowiskowe, i mogącą wskazywać na bardziej intensywną presję selekcyjną. Asymetria może też stanowić efekt traumatycznych wydarzeń we wczesnym życiu zwierzęcia, jej powstanie byłoby wtedy przypadkowe. Badanie z 2001 przeprowadzone pod kierunkiem amerykańskiego paleontologa Bruce'a Rothschilda obejmujące analizę 60 kości stóp Dilophosaurus celem wykrycia złamań stresowych, wywoływanych forsownymi, powtarzalnymi działaniami, nie znalazło żadnych. Urazy takie powstają na skutek bardzo aktywnego, drapieżnego trybu życia.

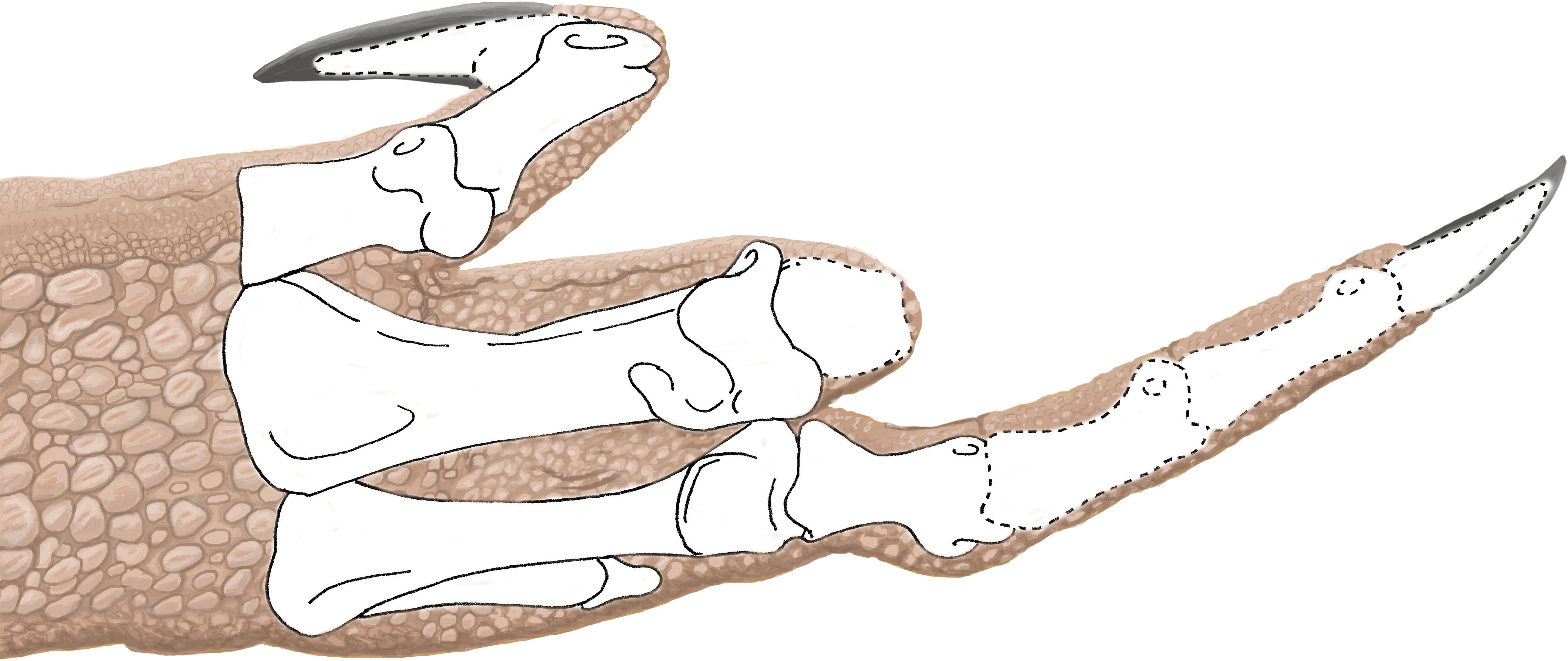
Rekonstrukcja prawej ręki holotypu w zgięciu, ze zdeformowanym trzecim palcem niezdolnym do zgięcia

W 2016 Senter i Sara L. Juengst zbadali paleopatologie okazu holotypowego. Stwierdzili największą ilość i różnorodność schorzeń w obrębie obręczy barkowej i kończyny górnej, jaką kiedykolwiek opisano u nieptasiego teropoda, niektórych z nich nie stwierdzono wcześniej u żadnego nieptasiego dinozaura. Tylko 6 innych teropodów znanych jest z więcej niż jednej patologii dotykającej kończyny górnej czy jej obręczy. Holotyp obejmuje 8 dotkniętych nimi kości, podczas gdy żaden inny teropod nie jest znany z więcej niż czterech. Po lewej stronie złamaniu uległy łopatka i kość promieniowa. W kości łokciowej i dystalnym paliczku kciuka powstały ropnie. Po stronie prawej trzon kości ramiennej uległ torsji, w kości promieniowej rozrosły się 3 guzy, powierzchnia stawowa trzeciej kości śródręcza jest ścięta. Proksymalny paliczek trzeciego palca uległ deformacji, prawdopodobnie trwałej i uniemożliwiającej zgięcie palca. Zmiany kości ramiennej i trzeciego palca mogły powstać na skutek dysplazji kostnej, wcześniej nieznanej u dinozaurów w tradycyjnym rozumieniu, ale spotykanej u ptaków. Dotyka ona młodych, źle odżywionych ptaków, często wywołuje ból kończyn, przez co cierpiące nań ptaki preferują zastępcze używanie drugiej kończyny, rozwijając jej torsję.
Liczba zdarzeń, które doprowadziły kości zwierzęcia do opisanego stanu, nie jest pewna. Możliwe, że wszystkie patologie kości spowodowała pojedyncza przyczyna, na przykład uderzenie w drzewo czy skałę podczas pościgu za innym zwierzęciem, co mogło spowodować przerwanie ciągłości powłok wywołane własnymi szponami. Jako że wszystkie zmiany wygoiły się, wiadomo na pewno, że Dilophosaurus przeżył po urazie/urazach długi czas, przynajmniej miesiące, a być może lata. Podczas gojenia się używanie kończyn przednich w polowaniu musiało być ograniczone. Być może dinozaur przeżył długi okres głodu bądź egzystował dzięki drobnej zdobyczy, łapanej za pomocą pyska i tylnych łap, bądź też chwytał ją jedną ręką. Jak piszą Senter i Juengst, wysoki stopień bólu odczuwanego przez dinozaura w wielu miejscach ciała przez długi czas wskazuje, że było to twarde zwierzę. Zauważyli oni, że paleopatologie nieptasich dinozaurów są rzadko zgłaszane. Nawet dokładnie opisujący holotyp Welles jedynie wspomniał jedną z nich. Zasugerowali, że takie cechy znalezisk mogą czasami zostać pominięte, ponieważ opisy gatunków skupiają się raczej na cechach charakterystycznych, a nie patologicznych, bądź też ponieważ są to cechy trudne do rozpoznania.

## Paleoekologia

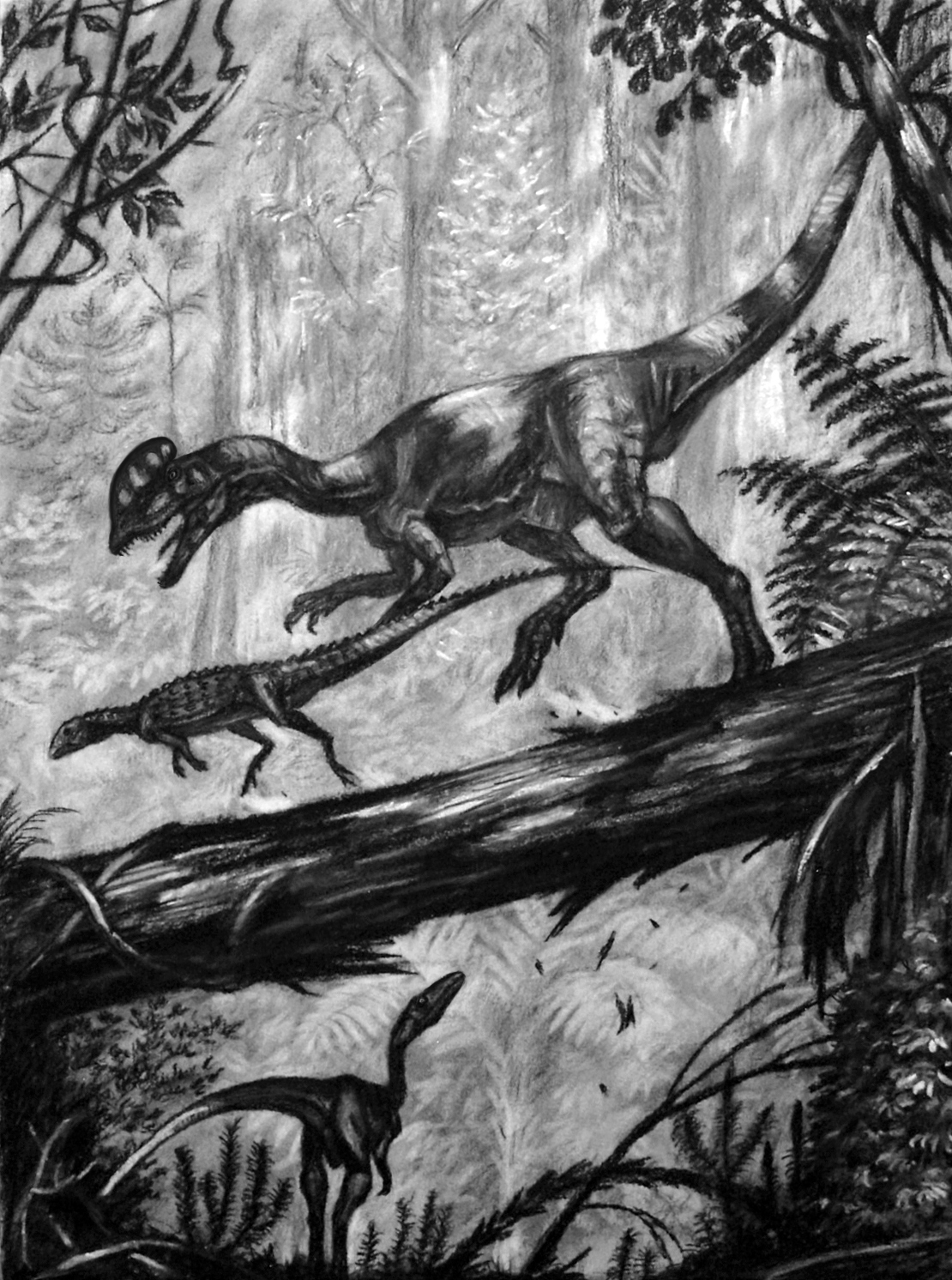
Dilofozaur goniący skutellozaura

Dilophosaurus znany jest z formacji Kayenta, datowanej na synemur i pliensbach w jurze wczesnej, około 196–183 miliony lat temu. Formacja Kayenta należy do ogniwa Glen Canyon, obejmującego formacje geologiczne północnej Arizony, części południowo-wschodniego Utah, zachodniego Kolorado i północno-zachodniego Nowego Meksyku. Wchodzą tu w skład dwie facje. Jedną zdominowały osady mułowców, a inną piaskowce. Facja mułowców leży w większości w Arizonie, podczas gdy piaskowcowa znajduje się na obszarze północnej Arizony, południowego Utah, zachodniego Kolorado i północno-zachodniego Nowego Meksyku. Formacja powstała pierwotnie z osadów rzecznych. Mułowce pochodzą z wolniejszej, bardziej ospałej części systemu rzecznego. Osadzanie się przerwało wdarcie się wydm, które stały się formacją Navajo Sandstone. Definitywne datowanie radiometryczne tej formacji nie zostało jeszcze przeprowadzone, a dostępna korelacja stratygraficzna bazuje na kombinacji datowań radiometrycznych skamieniałości kręgowców, magnetostratygrafii i badań pyłków.
Formacja Kayenta przedstawia niewielkie, ale rosnące zbiorowisko organizmów. Większość skamieniałości pochodzi z facji mułowców. Większość znanych organizmów tej formacji zalicza się do kręgowców. Inne organizmy obejmują wapień mikrobowy bądź glonowy, skamieniałe drewno, plant impressions, słodkowodne małże i ślimaki, małżoraczki, i ślady bezkręgowców. Kręgowce znane są ze skamieniałych ciał i śladów. Te pierwsze obejmują rekiny Hybodontidae, nieokreślone ryby kostne, dwudyszne, płazy ogoniaste, płazy bezogonowe Prosalirus, płazy beznogie Eocaecilia, żółwie Kayentachelys, sfenodonty, jaszczurki, wczesne krokodylomorfy Calsoyasuchus, Eopneumatosuchus, Kayentasuchus i Protosuchus, pterozaury Rhamphinion. Prócz Dilophosaurus znanych jest kilka innych dinozaurów, jak teropody megapnozaur (być może także noszący grzebienie) i Kayentavenator, zauropodomorfy reprezentował Sarahsaurus, żyły tam także heterodontozaury oraz ankylozaury Scelidosaurus i Scutellosaurus. Synapsydy obejmowały Tritylodontidae Dinnebitodon, Kayentatherium i Oligokyphus, morganukodonty, prawdopodobnie wczesnego ssaka Dinnetherium i innego ssaka z grupy Haramiyida. Większość z tych znalezisk znaleziono w sąsiedztwie Gold Spring w Arizonie. Ślady kręgowców obejmuje koprolity i ślady terapsydów, zwierząt przypominających jaszczurki i kilku taksonów dinozaurów.

### Tafonomia
Welles naszkicował tafonomię oryginalnych okazów (zmiany zachodzące podczas rozkładu i fosylizacji). Holotyp znaleziono w pozycji leżącej na prawym boku z głową i szyją odchylonymi do tyłu w pozycji pośmiertnej, w której często znajdywane są szkielety dinozaurów. Niegdyś wiązano ją z pośmiertnym opistotonusem, jednak może wynikać raczej ze sposobu ułożenia się zwłok w osadach. Grzbiet był prosty, a najbardziej dystalne kręgi grzbietowe odwrócone na lewy bok. Kręgi ogonowe rozpościerały się nieregularnie od miednicy, kończyny dolne zachowały połączenia stawowe z nieznacznym przemieszczeniem. Welles wywnioskował, że okazy te zostały pogrzebany na miejscu ich zgonu, nie będąc zbytnio przemieszczone, ale holotyp zdaje się uszkodzony przez padlinożerców, na co wskazują zrotowane kręgi grzbietowe i zmiażdżona czaszka. Gay zauważył, że okazy opisane w 2001 przedstawiają dowody na transport strumieniem. Żaden z nich nie był kompletny, wobec czego mogły przemierzyć pewną odległość bądź też zostać poddane wietrzeniu przez pewien czas jeszcze przed transportem. Mogła przemieścić je powódź, na co wskazuje różnorodność szczątków zwierząt w postaci fragmentów i złamanych kości.

## W kulturze

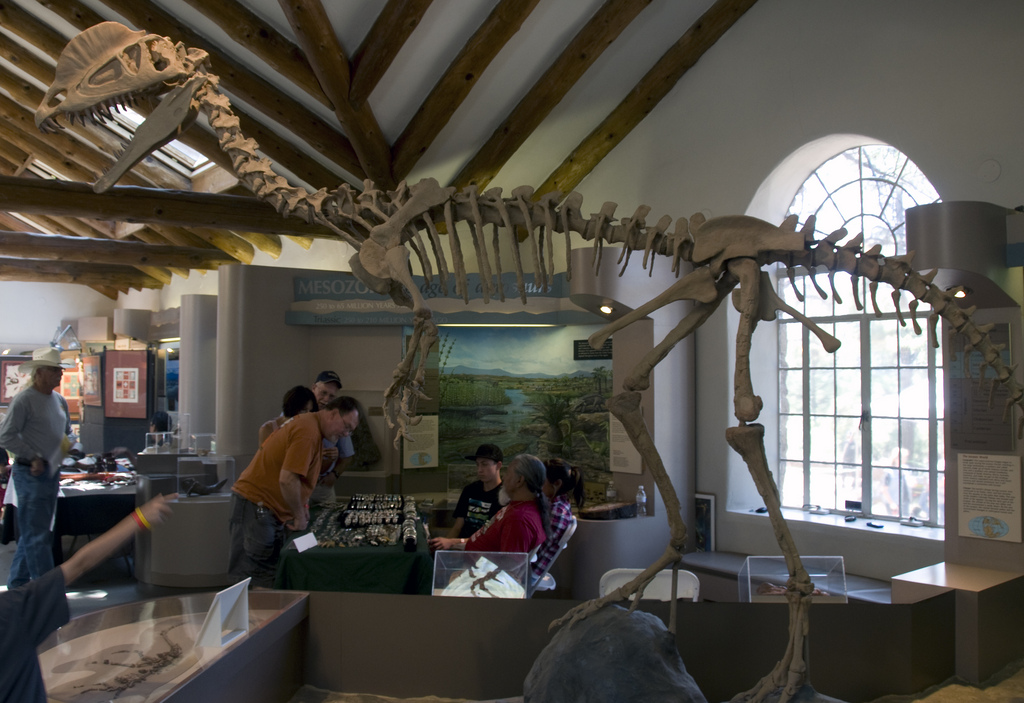
Pierwszy trójwymiarowy stojący model dilofozaura, Museum of Northern Arizona (pozycja ręki jest już nieaktualna)

Dilophosaurus przedstawiony został w powieści z 1990 Park Jurajski pióra amerykańskiego pisarza Michaela Crichtona, na podstawie której jego rodak Steven Spielberg nakręcił 3 lata później film. Filmowy dilofozaur uznany został za jedyne poważne odstępstwo od naukowej wiarygodności w książce o filmie oraz za najbardziej ufikcyjnionego z filmowych dinozaurów w książce o Stan Winston Studios, twórcy animatroniki. Na potrzeby powieści Crichton wymyślił zdolność zwierzęcia do plucia jadem (wyjaśniając, jak zauropsyd miałby zabijać swą zdobycz, dysponując wyraźnie słabymi szponami). Wydział scenograficzny dodał kolejną cechę, kołnierz okalający szyję teropoda, który rozszerzał się i wibrował, gdy drapieżnik szykował się do ataku, podobnie jak u agamy kołnierzastej. By uniknąć zlania z filmową wersją Velociraptor, dilofozaur ma w filmie jedynie 1,2 m wzrostu, zamiast jego właściwej wysokości wynoszącej 3 m. Ochrzczony "spluwaczem", filmowy Dilophosaurus przedstawiony został za pomocą kukiełek. Akcja opisana w scenariuszu wymagała całego ciała zwierzęcia z trzema wymiennymi głowami. Oddzielne kończyny służyły nakręceniu scen, w którym dinozaur podskakuje. W przeciwieństwie do większości innych dinozaurów filmu przedstawiono dilofozaura bez użycia CGI.
Amerykański geolog J. Bret Bennington zauważył, że choć Dilophosaurus prawdopodobnie nie miał żadnego kołnierza ani nie mógł pluć żadnym jadem, jak to sobie wymyślono dla potrzeb filmu, jego ugryzienie mogło być trujące, jak to ma miejsce w przypadki warana z Komodo. Uznał, że dodanie dinozaurowi jadu było nie mniej dozwolone, niż wymyślenie barwy jego skóry, która także nie jest znana nauce. Jeśli dinozaur miał kołnierz, byłyby jednak na to dowody zachowane w kościach, w kształcie sztywnej struktury, na której musiałby się taki kołnierz wspierać, bądź też zachowałyby się ślady przyczepów mięśni poruszających kołnierzem. Autor dodał też, że gdyby jednak zwierzę to rzeczywiście miało jakiś kołnierz, to nie używałoby go, by przestraszyć swój przyszły posiłek, jak to czyni osobnik pokazany w filmie ale raczej do współzawodnictwa. Sam Welles był podekscytowany możliwością ujrzenia Dilophosaurus w "Parku Jurajskim", dostrzegł nieścisłości, niemniej uznał za mniej istotne, wyrażając pozytywną opinię o filmie i radość z międzynarodowej sławy dinozaura.
W 2017 Dilophosaurus ustanowiony został dinozaurem stanowym Connecticut, oficjalnie od 2019. Dilophosaurus wybrany został, ponieważ ślady spokrewnionego z nim zwierzęcia odkryto w Rocky Hill w 1966, podczas wykopów Drogi Międzystanowej 91. 6 śladów przypisano ichnogatunkowi Eubrontes giganteus, ustanowionemu skamieniałością stanową Connecticut w 1991. Obszar ich znalezienia pokrywało w triasie jezioro. Kiedy potwierdzono istotność tego obszaru, zmieniono przebieg drogi, ustanawiając park stanowy zwany Dinosaur State Park. W 1981 rzeźba wyobrażająca Dilophosaurus, pierwsza rekonstrukcja tego zwierzęcia naturalnej wielkości, została przekazana parkowi. Dilophosaurus zaproponowano jako dinozaura stanowego Arizony w 1998, ale ustawodawcy zasugerowali raczej Sonorasaurus, argumentując, że dilofozaur nie był endemitem Arizony. Później zasugerowano kompromis uwzględniający oba zwierzęta, pomysł umarł jednak, gdy okazało się, że szczątki Dilophosaurus zabrano bez pozwolenia z Rezerwatu Navajo.